# Liste der Werke von Karlheinz Stockhausen
Diese Liste ist ein kommentiertes Verzeichnis der veröffentlichten Kompositionen von Karlheinz Stockhausen. Basis ist die Werkliste des Stockhausen-Verlages (siehe unter Weblinks). Weitere Informationen entstammen der angegebenen Literatur, insbesondere der Werkliste der Universal Edition und den gesammelten Schriften des Komponisten.
Stockhausen hat 370 einzeln aufführbare Werke geschrieben; diese sind häufig Teile größerer Zyklen oder Auszüge aus größeren Werken, vor allem den Opern der späteren Jahre. Die Werke mit den gebrochenen Nummern 1⁄11 aufsteigend bis 1⁄2 wurden ursprünglich nicht vom Komponisten als gültig anerkannt und mit einer Nummer versehen. Erst 1971 gab Stockhausen die Werke frei; einige waren schon uraufgeführt, später aber zurückgezogen worden und erfuhren im Laufe der Jahre Nachbearbeitungen. Einige wurden auch erst 1971 uraufgeführt.
Stockhausen benutzte später auch gebrochene Nummern für von anderen Werken abgeleitete Stücke (zum Beispiel für abweichende Instrumentation) sowie, insbesondere im Opernzyklus Licht, für selbständig aufführbare Teilwerke. In späten Werken gab es aus diesen wieder nummerierte Auszüge, wobei die Auszugsnummern teilweise wiederum gebrochen waren.

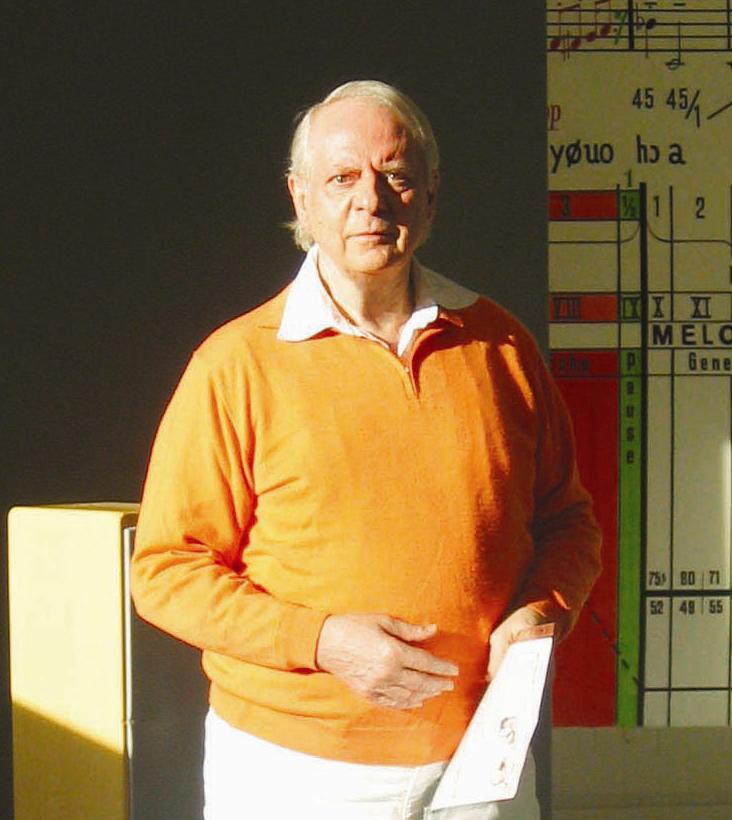
Karlheinz Stockhausen (2005)

## Frühwerke
| Nr.  | Titel • Teilwerke   | Instrumente                                   | Komponiert Uraufführung Widmung | Dauer                     | Anmerkungen |
| ---- | ------------------- | --------------------------------------------- | --- | ------------------------- | --- |
| 1⁄11 | Chöre für Doris     | Chor                                          | K: 1950 U: 21. Oktober 1971 (Paris), Kammerchor Marcel Couraud W: Doris Stockhausen-Andreae | 9–10′                     | Konservatoriumsarbeit. Nach Gedichten von Paul Verlaine. |
| 1⁄11 | • Die Nachtigall    |                                               | |                           | |
| 1⁄11 | • Armer junger Hirt |                                               | |                           | |
| 1⁄11 | • Agnus Dei         |                                               | |                           | |
| 1⁄10 | Drei Lieder         | Altstimme, Kammerorchester                    | K: 1950 U: 21. Oktober 1971, Paris, Leitung K. Stockhausen W: Doris Stockhausen-Andreae | 19–20′                    | Komposition im Urlaub während der Studienzeit. Erfolglos bei den Darmstädter Ferienkursen eingereicht. (Texte „zu grausam“, Musik „zu altmodisch“). Später als Examensstück in Komposition eingereicht, mit 1 (der besten Note) bewertet. |
| 1⁄10 | • Der Rebell        |                                               | |                           | Text: Charles Baudelaire |
| 1⁄10 | • Frei              | Texte von K. Stockhausen                      | |                           | |
| 1⁄10 | • Saitenmann        | Texte von K. Stockhausen                      | |                           | |
| 1⁄9  | Choral              | Chor                                          | K: 1950 U: 21. Oktober 1971 (Paris), Kammerchor Marcel Couraud (Wurde 1950 vom Hochschulchor gesungen und für den Kölner Rundfunk aufgenommen) W: Doris Stockhausen-Andreae | 4′                        | Konservatoriumsarbeit. Text K. Stockhausen. |
| 1⁄8  | Sonatine            | Violine, Klavier                              | K: 1951 U: Radioaufnahme 1951 für den WDR mit Wolfgang Marschner (Violine) und K. Stockhausen (Klavier). Erste öffentliche Aufführung am 22. Oktober 1971 in Paris mit Saschko Gawriloff (Violine) und Aloys Kontarsky (Klavier)                                                                                               | 10–11′                    | Konservatoriumsarbeit. Stockhausen schreibt 1975: „Alle 3 Sätze, die ohne Pause aneinander anschließen, sind aus einer einzigen Reihe für Melodie, Rhythmus, Lautstärke abgeleitet“. |
| 1⁄7  | Kreuzspiel          | Oboe, Bassklarinette, Klavier, 3 Schlagzeuger | K: 1951 U: Die Uraufführung 1952 bei den Darmstädter Ferienkursen endete in einem Skandal. W: Doris Stockhausen-Andreae | 11–12′                    | Punktuelle Komposition mit der übergeordneten Struktur einer kreuzförmigen Bewegung von den Rändern des Tonbereichs durch die mittleren Bereiche und wieder an die Ränder. Die Anordnung der Musiker auf der Bühne und der sitzende Dirigent sind genau vorgegeben.                                                                                          |
| 1⁄6  | Formel              | Orchester (28 Spieler)                        | K: 1951 U: 22. Oktober 1971 in Paris unter der Leitung von K. Stockhausen | 13′                       | Komponiert im Anschluss an Kreuzspiel. Vorwegnahme der Formelkompositionstechnik, wegen der er 1951 das Stück als „zu thematisch“ verwarf, die er aber 1970 für Mantra wieder aufnahm. Ursprünglicher Name Studie für Orchester; der jetzige Titel wurde erst für die Veröffentlichung 1971 gefunden.                                                        |
| 1⁄5  | Etude               | Konkrete Musik                                | K: 1952 | 3′15″                     | fertiggestellt 1952 in Paris, nach Begegnung mit Pierre Schaeffer. Stockhausen entdeckte das Band erst 1992 in seinem Archiv wieder; bis dahin galt das Werk als verschollen. |
| 1⁄4  | Spiel               | Orchester                                     | K: 1952 U: Donaueschinger Musiktage 1952 (gekürzt) unter Hans Rosbaud. Radiofassung SWF Juli 1973 mit dem Sinfonieorchester des Südwestfunks; erste öffentliche Uraufführung der vollständigen Fassung: 14. September 1975 (Berliner Philharmoniker); beide unter der Leitung von K. Stockhausen. W: Doris Stockhausen-Andreae | 16′                       | Zwei Sätze. Stockhausens erster Kompositionsauftrag. In der Uraufführung wurde der zweite Satz in einer gekürzten Fassung gespielt. Die Uraufführung endete in einem Skandal. Hatte ursprünglich mit Nr. 1⁄6 als erstem Satz ein dreisätziges Werk bilden sollen.                                                                                            |
| 1⁄3  | Schlagtrio          | Klavier, 2 × 3 Pauken, Klangregelung          | K: 1952 U: 1952 in Hamburg | 15–16′                    | Ursprünglicher Name Schlagquartett, mit einem Paukenspieler mehr (3 × 2 statt 2 × 3 Pauken), aber denselben Noten und Instrumenten. Korrespondenz der 6 Klavieroktaven zu den 6 Pauken; die Pauken sind gegenüber dem Klavier um einen Viertelton verschoben gestimmt. Das Schlagtrio gilt als das am eindeutigsten punktuell komponierte Werk Stockhausens. |
| 1⁄2  | Punkte              | Orchester, Klangregelung                      | K: 1952, stark überarbeitet 1962 (hörbare Änderungen in weiteren Bearbeitungen bis 1993) U: 20. Oktober 1963, Donaueschinger Musiktage, Leitung Pierre Boulez | 26′ (Endfassung von 1993) | Die ursprünglichen „Punkte“, die die punktuelle Struktur des Stückes bestimmen, wurden in der Revision von 1962 intern stärker differenziert. Der ursprünglich geplante Titel war „Kontrapunkte“, der dann für ein anderes Werk verwendet wurde. |

## Nr. 1 bis Nr. 10
| Nr. | Titel • Teilwerke              | Instrumente | Komponiert Uraufführung Widmung | Dauer | Anmerkungen |
| --- | ------------------------------ | --- | --- | --- | --- |
| 1   | Kontra-Punkte                  | 10 Instrumente (fl, cl, bcl, fg, tr, pos, pi, hrf, vn, vc)                                                                             | K: 1952/53 U: 1953 Teilaufführung in Köln, komplett in Paris, Leitung Hermann Scherchen. Stockhausen spricht von einem unheimlich starken Erfolg der Uraufführung W: Doris Stockhausen-Andreae                          | 14–15′ | erste veröffentlichte Partitur Stockhausens. Punktuelle Musik mit instrumentalen Klangfarben als Parametern. Die nicht veröffentlichte Urfassung hat eine tiefere Instrumentation: Kontrabassklarinette statt bcl, Kontrafagott statt fg, Kontrabasstuba statt pos, Kontrabass statt vc. Die zweite Fassung ist rhythmisch vereinfacht, hat eine völlig andere Tonhöhenorganisation und löst die punktuellen Ereignisse durch rasche Notenbewegungen auf.                                                                           |
| 2   | Klavierstücke I-IV             | Klavier | K: 1952 U: 1954 auf den Darmstädter Ferienkursen durch Marcelle Mercenier. Die Aufführung endet in einem Pfeifkonzert W: Marcelle Mercenier                                                                             | 8′ | Die Werke zeigen unterschiedlich deutlich den Einsatz der Gruppenkomposition. Erster Teil eines unvollendeten Großzyklus von 21 Klavierstücken. |
| 2   | • Klavierstück I               | | | 4′ | ausgeprägte Gruppenkomposition |
| 2   | • Klavierstück II              | 1′ | regelmäßiger schneller Wechsel zwischen zwei Oktavhälften | | |
| 2   | • Klavierstück III             | 20–30″ | Stockhausens kürzestes Werk | | |
| 2   | • Klavierstück IV              | 2′ | Zweistimmige Polyphonie mit resultierender punktueller Klanggestalt | | |
| 3   | Elektronische Studien I und II | Elektronische Musik | K: 1952–53 U: 19. Oktober 1954, Köln | 14′ | Produziert im Studio für elektronische Musik (Köln). Beide Studien sind Auftragswerke des WDR. Vollständige Kontrolle des musikalischen Materials durch den Komponisten. Adäquate serielle Erfassung auch der Klangfarben. |
| 3   | • Studie I                     | | | 9′42″ | thematisiert den Aufbau von Klängen aus Sinustönen |
| 3   | • Studie II                    | 3′20″ | Klangfarbenkomposition mit Tongemischen. | | |
| 4   | Klavierstücke V-X              | Klavier | K: 1954 | | Zweiter Teil des unvollendeten Großzyklus von 21 Stücken. Die pianistischen Ungenauigkeiten und die klanglichen Möglichkeiten des Klaviers (z. B. Saitenresonanzen, Glissandi) werden thematisiert. |
| 4   | • Klavierstück V               | | U: V: Marcelle Mercenier 21. August 1954 (Darmstadt) W: David Tudor | 5′ | Charakteristisch durch Trauben von Vorschlagsnoten |
| 4   | • Klavierstück VI              | U: Marcelle Mercenier 1. Juni 1955 (Darmstadt) W: David Tudor                                                                          | 24–25′ | Die endgültige Version wurde erst 1961 fertiggestellt. Langer, durch Zäsurtöne und Einschübe gegliederter Ablauf. | |
| 4   | • Klavierstück VII             | U: Marcelle Mercenier 1. Juni 1955 (Darmstadt) W: David Tudor                                                                          | 8′ | Thematisiert Saitenresonanzen | |
| 4   | • Klavierstück VIII            | U: Marcelle Mercenier 1. Juni 1955 (Darmstadt) W: David Tudor                                                                          | 1–2′ | | |
| 4   | • Klavierstück IX              | K: 1954, revidiert 1961 U: Aloys Kontarsky, 21. Mai 1962 (Köln) W: Alfons und Aloys Kontarsky                                          | 11–12′ | zwei stark zueinander im Kontrast stehende Ideen: ein vierstimmiger Akkord, der fortwährend in periodischen Rhythmen wiederholt wird und eine langsam ansteigende chromatische Skala, bei der jede Note eine andere Dauer hat. | |
| 4   | • Klavierstück X               | U: Frederic Rzewski 10. Oktober 1962 (Palermo) W: Alfons und Aloys Kontarsky                                                           | 25′ | Bis 1961 mehrfach nachbearbeitet. Wilde Cluster und Glissandi bewegen sich auf einen geordneten Zustand hin. | |
| 5   | Zeitmaße                       | 5 Holzbläser | K: 1955–56 U: 15. Dezember 1956 „vor einem stillen und äußerst aufmerksamen Publikum“ (Stockhausen) Paris, Leitung: Pierre Boulez                                                                                       | 13′–15′ | Kollektive (statistische) Form, variable Form. Die Atemdauer des Spielers bestimmt teilweise die Gruppendauer. Begleitet von den theoretischen Überlegungen im Aufsatz Wie die Zeit vergeht, in dem Klangfrequenzen, Metrik und Form einheitlich betrachtet werden. |
| 6   | Gruppen                        | 3 Orchester, Mikrophonverstärkung für Klavier und Gitarre, Klangregelung                                                               | K: 1955–57 U: Köln, WDR, 24. März 1958, Kölner-Rundfunk-Sinfonie-Orchester, Leitung: K. Stockhausen, B. Maderna, P. Boulez                                                                                              | 24–25′ | Auftragswerk des WDR. Gruppenkomposition. Die Orchester befinden sich zu drei Seiten des Publikums. Die räumliche Disposition ist wesentlicher Teil der Komposition. Auch diese Komposition bezieht sich auf Wie die Zeit vergeht. |
| 7   | Klavierstück XI                | Klavier | K: 1956 U: David Tudor, 22. April 1957 (New York) | 15′ (variabel) | Benutzt Aleatorische Technik: Der Spieler soll „absichtslos“ auf das Partiturblatt blicken, die gefundene Stelle spielen und die Vortragsbezeichnungen am Ende der Stelle auf die nächste Fundstelle anwenden. Das Stück bildet den letzten realisierten Teil des geplanten 21-teiligen Klavierzyklus, der danach nicht mehr weitergeführt wurde. |
| 8   | Gesang der Jünglinge           | Elektronische Musik (Sinus- und Impulsgeneratoren, mit Tonbandtechnik nachbearbeitete Knabenstimme des zwölfjährigen Josef Protschka.) | K: 1955–56 U: Köln, 30. Mai 1956 | 13′ | Produziert im Studio für elektronische Musik (Köln), Auftragswerk des WDR. Verarbeitet ein biblisches Thema aus dem Buch Daniel. Der Grad der Textverständlichkeit der nachbearbeiten Gesangspassagen wird als kompositorischer Parameter verwendet. Frühes Beispiel für die Momentform. Bei der Aufführung stehen fünf Lautsprechergruppen um das Publikum verteilt im Raum, die Raumdisposition ist wichtiges kompositorisches Element. Stockhausen hat spezielle Mono- und Stereo-Versionen für Radio und Schallplatte erstellt. |
| 9   | Zyklus                         | Ein Schlagzeuger, Klangregelung | K: 1959 U: Christoph Caskel, 25. August 1959 (Darmstadt) | 12–15′ | Aleatorische Technik: Ringbuchpartitur. Grad der Determiniertheit ist kompositorischer Parameter. Komponiert als Pflichtstück für den Kranichsteiner Musikwettbewerb für Schlagzeuger 1959 |
| 10  | Carré                          | 4 Orchester, 4 Chöre Klangregelung | K: 1959–60 Cornelius Cardew hat an der Partitur mitgearbeitet und Kompositionspläne selbständig ausgearbeitet. U: 28. Oktober 1960 (Hamburg), Leitung Michael Gielen, Mauricio Kagel, Andrzej Markowski, K. Stockhausen | 36′ | Auftragswerk des NDR. Momentform. Chöre und Orchester rund um das Publikum platziert. Der Text wurde nach rein musikalischen Gesichtspunkten komponiert und in IPA notiert. |

## Nr. 11 bis Nr. 20
| Nr.    | Titel                  | Instrumente | Komponiert Uraufführung Widmung | Dauer                    | Anmerkungen |
| ------ | ---------------------- | --- | --- | ------------------------ | --- |
| 11     | Refrain                | 3 Spieler (Klavier, Vibraphon, Celesta oder Synthesizer), Klangregelung | K: 2. Oktober 1959, 1968 leicht bearbeitet U: Berlin 1959 W: Ernst Brücher | 12′                      | Stockhausen: „ein stilles und weiträumig komponiertes Klanggefüge wird sechsmal durch einen kurzen Refrain gestört.“ Der Refrain ist auf einem transparenten, drehbaren Streifen über der weitgehend kreisförmigen Partitur befestigt und kann so von den Spielern vor der Aufführung positioniert werden. |
| 11 1⁄2 | 3× Refrain 2000        | Klavier mit 3 Holzblöcken, Sampler-Celesta mit 3 Cymbales antiques, Vibraphon mit 3 Almglocken und Glockenspiel, Klangregelung | K: 2000 | 61′                      | Für Lehrzwecke komponierte Aufnahme auf CD mit drei Versionen des Stückes |
| 12     | Kontakte               | Elektronische Klänge | K: 1958–60 | 35′ 30″                  | Produziert im Studio für elektronische Musik (Köln), Auftragswerk des WDR. Momentform. Vier Tonkanäle, die für die Schallplattenfassung in Stereo zu zweien zusammengefasst wurden. Eine Lesepartitur wurde veröffentlicht Die elektronischen Klänge nehmen Bezug auf instrumentale Kategorien wie Metallklang, Fellklang, Holzklang. Enthält ab Minute 17 vier Minuten, die nicht im Formplan vorgesehen waren, sondern von Stockhausen spontan eingefügt wurden.                                                                                      |
| 12 1⁄2 | Kontakte               | Elektronische Klänge, Klavier, Schlagzeug, Klangregelung | K: 1958–60 U: 11. Juni 1960 in Köln durch Christoph Caskel und David Tudor | 35′ 30″                  | Auftragswerk des WDR. Die Komposition Kontakte (Nr. 12) erklingt vom Band; die (auskomponierten) Stimmen für Klavier und Schlagzeug werden live dazugespielt. Die räumlichen Bewegungen der elektronischen Musik korrespondieren mit und kontrastieren zu den räumlich fest positionierten Instrumentalklängen. |
| 12 2⁄3 | Originale              | Musikalisches Theater mit Kontakte (elektronische Musik, Klavier, Schlagzeug, Klangregelung). | K: 1961 U: 26. Oktober 1961 im Kölner Theater am Dom W: Mary Bauermeister und den Kölner Originalen | 90′                      | Die Stadt zog nach der Uraufführung die Subventionen und die Einstufung als „kulturell wertvoll“ zurück, so dass Vergnügungssteuer fällig wurde. Die 12 Aufführungen waren ausverkauft. Die szenische Darstellung ist seriell anhand von Skalen natürlich–künstlich, eindeutig–vieldeutig, selbstverständlich–absurd organisiert. Bei den Aufführungen wirkten zusätzlich zu den Schauspielern bekannte Kölner Stadtoriginale, Exponenten der Kölner Fluxus-Szene (z. B. Nam June Paik und Hans G Helms), und abwechselnd zwei Kinder Stockhausens mit. |
| 13     | Momente                | Sopran, 4 Chorgruppen (Stimme und Körpergeräusche), 13 Instrumentalisten (4 Trompeten, 4 Posaunen, 2 Elektrische Orgeln oder Synthesizer, 3 Schlagzeuge, Klangregelung)                                                                            | K: 1961–62/1964/1972 Europa-Version/1998 U: Köln, 21. Mai 1962, Martina Arroyo, Kölner-Rundfunkchor, Mitglieder des Kölner-Rundfunk-Sinfonie-Orchester, Ltg. K. Stockhausen; erweiterte Fassung 1964: dieselben, Donaueschingen, 16. Oktober 1965; Version 1972: Bonn 8. Dezember 1972, Gloria Davy, Harald Bojé, Roger Smalley, Kölner-Rundfunkchor, Ensemble Musique Vivante, Ltg. Karlheinz Stockhausen; Fassung 1998: Köln, 25. September 1998, Angela Tunsdall, Kölner-Rundfunkchor, musikFabrik, Ltg. Rupert Huber W: Mary Bauermeister | 113′                     | Auftragswerk des WDR. offene Momentform; Auswahl und Ablauf der Momente und Einschübe variabel. Eine Tournee mit den bis 1965 fertigen Momenten wurde von Gérard Patris und Luc Ferrari verfilmt. Der Kompositionsprozess stand unter dem Zeichen einer persönlichen Krise in Verbindung mit seiner Liaison mit der späteren Ehefrau Mary Bauermeister; das Werk enthält verborgene Hinweise auf das Dreiecksverhältnis. |
| 14     | Plus-Minus             | 2x7 Seiten für Ausarbeitungen | K: 1963 U: 14. Juni 1964, Rom (Cornelius Cardew, Frederic Rzewski) | Dauer unbestimmt         | Meta-Komposition: Stellt in Form von Symbolen und Anleitungen ein Regelsystem als Rahmen für die Erstellung eigener Kompositionen („Ausarbeitungen“) dar. Wurde ab 1963 von Stockhausen als Grundlage mehrerer mehrmonatiger Kompositionskurse eingesetzt. Bis 1968 waren über 30 Ausarbeitungen von Kursteilnehmern fertiggestellt. Stockhausen hebt besonders die Version von Frederic Rzewski und Cornelius Cardew hervor. |
| 15     | Mikrophonie I          | 6 Spieler (Tamtam, Live-Elektronik) | K: 1964 U: Brüssel, 9. Dezember 1964 W: Alexander Schlee | 28′                      | Produziert mit den Mitteln des Studio für elektronische Musik (Köln). Ein großes Tamtam wird von zwei Spielern mit Materialien auf verschiedene Arten in Schwingung versetzt; zwei weitere Spieler halten Mikrophone in verschiedene Positionen zur Klangquelle; zwei weitere steuern mit Reglern die Klangfilterung und mischen gefilterten und ungefilterten Klang |
| 16     | Mixtur                 | Orchester, 4 Sinusgeneratoren, 4 Ringmodulatoren, Mikrophone, Mischpult, Klangregelung | K: 1964 U: Hamburg, 9. November 1965, NDR-Sinfonieorchester, Leitung Michael Gielen | 27′                      | Produziert mit den Mitteln des Studio für elektronische Musik (Köln). Originalklänge und deren live-elektronisch modulierte Versionen werden nach Maßgabe der Partitur gemischt. |
| 16 1⁄2 | Mixtur                 | kleine Besetzung (Flöte, Oboe, Klarinette, Fagott, Trompete, 2 Hörner, Posaune, 3 Schlagzeuge, 8 Violinen, 4 Bratschen, 2 Violoncelli, 2 Kontrabässe, 4 Sinusgeneratoren, 4 Ringmodulatoren, Mikrophone, Mischpult, Klangregelung)                 | K: 1967 U: 23. August 1967, Frankfurt am Main. Ensemble Hudba Dneska Bratislava, Leitung Ladislav Kupkovič W: Ladislav Kupkovič | 27′                      | Änderungen des Notentextes für kleine Besetzung |
| 16 2⁄3 | Mixtur 2003            | wie 16 1⁄2 | K: 2003 U: 30. August 2003, Salzburger Festspiele. Deutsches Sinfonie-Orchester (Berlin) Leitung Wolfgang Lischke. Einstudierung K. Stockhausen | 27′                      | Leicht überarbeitete Version von Nr. 16 |
| 17     | Mikrophonie II         | 12 Sänger, Hammondorgel oder Synthesizer, 4 Ringmodulatoren, Tonband, Mikrophone, Lautsprecher, Klangregelung | K: 1964 11. Juni 1965, Kölner Funkhaus, Kölner-Rundfunkchor, Studiochor für neue Musik Köln, Alfons Kontarsky, Johannes Fritsch, Jaap Speck, Karlheinz Stockhausen, Leitung Herbert Schernus | 20′                      | Produziert mit den Mitteln des Studio für elektronische Musik (Köln), Auftragswerk des WDR. Gesang und Orgelklänge werden nach kompositorischen Vorgaben live moduliert. |
| 18     | Stop                   | Orchester, Mikrophone, Lautsprecher, Klangregelung | K: 1965 U: 2. Juni 1969, Paris, Leitung Diego Masson W: Diego Masson | 20′                      | Das Stück wurde im Rahmen eines siebenstündigen Kompositionskurses im Rahmen der Kölner Kurse für Neue Musik 1964–65 unmittelbar an der Tafel komponiert, jede Entscheidung erläuternd. 6 Orchestergruppen, die Musiker haben strukturelle Charakteristika „innerlich zu belebender“ Klänge und Geräusche als Vorgabe. Der Dirigent muss sich um die Instrumentation kümmern und die Geräusche zu einem „organischen Prozess“ verbinden. Dieser Prozess wird durch Geräusche gestoppt. Typischer Vertreter der Prozesskomposition                       |
| 18 1⁄2 | Stop (Pariser Version) | 6 Instrumentalgruppen, Mikrophone, Lautsprecher, Klangregelung | Siehe Nr. 18 | 20′                      | Ausarbeitung für die Uraufführung |
| 18 2⁄3 | Stop und Start         | 6 Instrumentalgruppen (Synthesizer und Bassklarinette, Synthesizer und Posaune, Synthesizer und Bassetthorn, Synthesizer und Saxophon, Synthesizer und Trompete, Synthesizer oder Schlagzeuger und Flöte, Mikrophone, Lautsprecher, Klangregelung) | K: 2001 | 21′ 30″                  | Version, die für die Stockhausen-Kurse in Kürten 2002 komponiert wurde |
| 19     | Solo                   | Melodieinstrument und Rückkopplung (Elektroakustische Spezialapparatur, Lautsprecher, Klangregelung) | K: März/April 1966 für den Japanischen Rundfunk(NHK) U: 25. April 1966 in Tokio W: Alfred Schlee | variabel 10′ 30″ bis 20′ | Prozesskomposition. Das Spiel des Solisten wird aufgenommen und mit variabler Verzögerung über Lautsprecher wiedergegeben. Neben dem Notenmaterial enthält die Partitur Anweisungen, wie der Solist auf die Wiedergabe seines früheren Spieles zu reagieren hat |
| 20     | Telemusik              | Elektronische Musik | K: 1966 für den NHK W: dem Japanischen Volk | 17′ 30″                  | Aufgenommene Musikteile aus verschiedenen Teilen der Welt werden nicht als Collage verarbeitet, sondern elektronisch miteinander moduliert. Momentform |

## Nr. 21 bis Nr. 30
| Nr.    | Titel • Teilwerke          | Instrumente                                                                                  | Komponiert Uraufführung Widmung | Dauer | Anmerkungen |
| ------ | -------------------------- | -------------------------------------------------------------------------------------------- | --- | --- | --- |
| 21     | Adieu                      | Bläserquintett                                                                               | K: 1966 U: 30. Januar 1967, Kalkutta, WDR-Bläserquintett W: Wolfgang Sebastian Meyer | 16′ | Einem jung verstorbenen Musiker gewidmet. „Kurze Kadenzfragmente sind in der Komposition konfrontiert mit langen Passen, in denen neue Passagen sich ohne tonale Bindungen frei entfalten.“ |
| 22     | Hymnen                     | Elektronische und konkrete Musik                                                             | K: 1966–67 W: Pierre Boulez (Region 1), Henri Pousseur (Region 2) John Cage (Region 3), Luciano Berio (Region 4) | 114′ | Produziert im Studio für elektronische Musik (Köln), Auftragswerk des WDR. Basiert auf Aufnahmen zahlreicher Nationalhymnen (einschließlich der Internationalen) und einer erfundenen Hymne eines utopischen Reiches sowie Geräusch- und Sprachfetzen aus dem Kurzwellenrundfunk. Weiterführung der Kompositionsweise von Nr. 20 Telemusik. Eingeteilt in vier Regionen unterschiedlichen Charakters, die sich jeweils um eine kleine Gruppe von Hymnen entwickeln, deren politischer Zeichencharakter thematisiert ist.                                                                                  |
| 22 1⁄2 | Hymnen                     | Elektronische und konkrete Musik mit 4 Solisten                                              | K: 1966–67 U: Köln 30. November 1967, Aloys Kontarsky, Johannes Fritsch, Harald Bojé, Rolf Gelhaar, David Johnson | 126′ | Produziert mit den Mitteln des Studio für elektronische Musik (Köln). Stockhausen: „Die Solisten reagieren frei auf das, was sie vom Tonband hören. Diese Freiheit ist relativ, weil wir für sehr lange Zeit und immer wieder das Stück geprobt haben und ich ständig Vorschläge machte, Hinweise gab, korrigierte, bis wir uns schließlich auf die Form und den Verlauf einigten.“; inzwischen zurückgezogen. |
| 22 2⁄3 | Hymnen (Dritte Region)     | Elektronische und konkrete Musik mit Orchester                                               | K: 1969 U: 25. Februar 1971, New York (New York Philharmonic Orchestra) | 42′ | Produziert mit den Mitteln des Studio für elektronische Musik (Köln). Vorgehensweisen, die in der Arbeit mit der Solistenversion (Nr. 22 2⁄3) entstanden sind, wurden für die Orchesterversion schriftlich niedergelegt. Unter der Leitung des Dirigenten anhand der Partitur fungieren die Musiker „als Transformatoren: als Transponierelement, Zeitverformer, Filter (wenn ich zum Beispiel vorschreibe, daß der Klang heller oder dunkler werden soll, während man ihn wiederholt), Amplitudenmodulatoren, Frequenzmodulatoren (bei Tremoli, die mit ausgesuchten Tönen gemacht werden sollen), usw.“ |
| 23     | Prozession                 | Tamtam, Bratsche, Elektronium oder Synthesizer, Klavier, Klangregelung                       | K: Mai 1967 U: 21. Mai 1967, Helsinki (Stockhausens Ensemble mit Alfred Alings und Rolf Gehlhaar (Tamtam), Johannes Fritsch (Bratsche), Harald Bojé (Elektronium), Aloys Kontarsky (Klavier))                                         | 114′ | Produziert mit den Mitteln des Studio für elektronische Musik (Köln). Prozesskomposition. Musikalisches Material sind Teile früherer Kompositionen, die die Spieler aus der Erinnerung spielen. Im Einzelnen Mikrophonie I, Gesang der Jünglinge, Kontakte, Momente, Telemusik, Solo, Klavierstücke I-XI. Reaktionsart und Veränderungsgrad zwischen den musikalischen Ereignissen sind in der Partitur vorgeschrieben. Es kam erst nach mehreren Aufführungen zu einem Grad des Zusammenspiels mit echter Interaktion, der den Komponisten zufriedenstellte.                                             |
| 24     | Stimmung                   | 6 Vokalisten, Klangregelung                                                                  | K: Februar, März 1968 U: 9. und 10. Dezember 1968, Paris (Collegium Vocale Köln. Studioaufnahmen bereits Ende Oktober in Köln) | 70′ | Obertonmusik. Die Sänger haben 8 bzw. 9 Modelle und 11 Magische Namen zur Auswahl, die sie, einem Formschema gemäß, frei ins Spiel bringen. |
| 24 1⁄2 | Stimmung (Pariser Version) | 6 Vokalisten, Klangregelung                                                                  | K: Februar, März 1968 U: 9. und 10. Dezember 1968, Paris (Collegium Vocale Kön) | 70′ | Schriftliche Fixierung der Ausarbeitung für die Pariser Uraufführung und die Kölner Aufnahme. |
| 25     | Kurzwellen                 | Klavier, Elektronium oder Synthesizer, Tamtam jeweils mit Kurzwellenempfänger, Klangregelung | K: 1968 U: 5. Mai 1968 in Bremen von Stockhausens Ensemble W: Wolfram Schmidt | 55′ | Prozesskomposition. Die Spieler suchen (leise, aber für das Publikum hörbar) geeignete Programme und reagieren nach Vorgabe der Partitur darauf. |
| 26     | Aus den sieben Tagen       | Instrumentalensemble, elektronische Apparatur                                                | K: 1968 U: 1. September 1969 (kompletter Zyklus ohne Richtige Dauern) | Dauer variabel, die CD-Ausgabe dauert 7 Stunden | 15 Textkompositionen (Teilweise mit Zeichnungen) für Intuitive Musik. Die „sieben Tage“ aus dem Titel bezeichnen Stockhausens siebentägigen Hungerstreik, mit dem er Mary Bauermeister zur Rückkehr bewegen wollte. Während dieser, mit Meditation verbrachten Zeit, entstanden die ersten Textkompositionen. |
| 26     | • Richtige Dauern          | ca. 4 Spieler                                                                                | U: 26. August 1969 (Studioaufnahme mit Carlos Roqué Alsina, Klavier und Hammondorgel; Jean-François Jenny-Clark, Kontrabass; Jean-Pierre Drouet, Schlagzeug; Vinko Globokar, Posaune)                                                 | | Aus der Partitur: … „Spiele einen Ton / Spiele ihn so lange / bis du spürst / daß du aufhören sollst // Spiele wieder einen Ton“ … |
| 26     | • Unbegrenzt               | Ensemble                                                                                     | U: 26./27. Juli 1969, 19:30 bis ungefähr 02:00 Uhr, Paris (Guy Arnaud, Harald Bojé, Jean-François Jenny-Clark, Jean-Pierre Drouet, Johannes G. Fritsch, Roy Hart, Diego Masson, Michel Portal, Michael Vetter, Karlheinz Stockhausen) | … „Spiele einen Ton / mit der Gewissheit / dass du beliebig viel Zeit und Raum hast“ … mit der Zeichnung einer parabelähnlichen Kurve | |
| 26     | • Verbindung               | Ensemble                                                                                     | U: 7. Juni 1969 (Studioaufnahme in Paris mit Stockhausens Ensemble) | Die Spieler sollen Schwingungen im Rhythmus ihres Körpers – Herzens – Atmens – Denkens – der Intuition – der Erleuchtung – des Universums spielen. „Es ist klar, daß ein Spieler, dem zu bestimmten Anweisungen dieser Aufführungsvorschriften nichts einfällt, während dieser Zeiten schweigt – was für das Ensemble auch vorteilhaft ist, da dann die Dichte des Spiels transparenter wird.“ (Stockhausen) | |
| 26     | • Treffpunkt               | Ensemble                                                                                     | U: 27. August 1969 (Studioaufnahme) | Aus der Partitur: „Alle spielen denselben Ton // Führe den Ton, wohin deine Gedanken / Dich auch führen / Verlasse ihn nicht, bleibe bei ihm / Komme immer wieder / zum gleichen Ort zurück“ | |
| 26     | • Nachtmusik               | Ensemble                                                                                     | U: 31. August 1969 (Studioaufnahme) | Aus der Partitur: „Eine Schwingung im Rhythmus des Universums“ und „Eine Schwingung im Rhythmus des Traumes“ im Wechsel | |
| 26     | • Abwärts                  | Ensemble                                                                                     | U: 28. August 1969 (Studioaufnahme) | Aus der Partitur: „Spiele eine Schwingung im Rhythmus Deiner Glieder “ … „im Rhythmus Deiner Zellen “ … „im Rhythmus Deiner Moleküle “ … „im Rhythmus Deiner Atome “ … „im Rhythmus Deiner kleinsten Bestandteile / zu denen Dein inneres Ohr noch reicht“ | |
| 26     | • Aufwärts                 | Ensemble                                                                                     | U: 29. August 1969 (Studioaufnahme) | Ähnliche Anweisungen wie in Abwärts, aber in umgekehrter Reihenfolge | |
| 26     | • Oben und Unten           | Theaterstück für Mann, Frau, Kind, 4 Instrumente                                             | | Als Akteure werden Personen mit bestimmten Lebensschicksalen erwartet, z. B. ein Mann, der „ganz UNTEN auf der Talsohle des Lebens gelandet ist“. Stockhausen schreibt, dass er keine überzeugende Aufführung erlebt hat. | |
| 26     | • Intensität               | Ensemble                                                                                     | U: 29. August 1969 (Studioaufnahme) | Aus der Partitur: „Spiele einzelne Töne so hingegeben, bis Du die Wärme spürst, die von Dir ausstrahlt“ | |
| 26     | • Setz die Segel zur Sonne | Ensemble                                                                                     | U: 30. Mai 1969 (Studioaufnahme) | Aus der Partitur: „Spiele einen Ton so lange / bis Du seine einzelnen Schwingungen hörst // Halte ihn / und höre auf die Töne der anderen – auf alle zugleich, nicht auf einzelne – und bewege langsam Deinen Ton / bis Du vollkommene Harmonie erreichst / und der ganze Klang zu Gold / zu reinem, ruhig leuchtendem Feuer wird“                                                                           | |
| 26     | • Kommunion                | Ensemble                                                                                     | U: 27. August 1969 (Studioaufnahme) | Ähnliche Anweisungen wie in Abwärts, jetzt geht es aber um die Bestandteile eines anderen Mitspielers. Stockhausen beobachtete, das diese Komposition bei den Spielern aggressive Schärfe auslöst | |
| 26     | • Litanei                  | Sprecher oder Chor                                                                           | U: Schwäbisch Gmünd, 1997 | | |
| 26     | • Es                       | Ensemble                                                                                     | U: 31. August 1969 (Studioaufnahme) | Man soll nur spielen, wenn der Zustand des Nichtdenkens erreicht ist. | |
| 26     | • Goldstaub                | Ensemble                                                                                     | | | |
| 26     | • Ankunft                  | Sprecher oder Sprech-Chor                                                                    | | | |
| 27     | Spiral                     | Ein Solist mit Kurzwellenempfänger, Klangregelung                                            | K: September 1968 U: Mai 1969, Heinz Holliger (Oboe) | 135′ | Prozesskomposition mit Elementen der intuitiven Musik. |
| 28     | Dr. K-Sextett              | Flöte, Violoncelleo, Röhrenglocken oder Vibraphon, Baßklarinette, Bratsche, Klavier          | K: 1968–69 U: 22. April 1969 W: Dr. Alfred Kalmus | 2′ 32″ | |
| 29     | Fresco                     | 4 Orchestergruppen                                                                           | K: 1969 U: 1969 (Bonn) | ca. 5 Stunden | die Orchestergruppen sind in den Gängen der Bonner Beethovenhalle verteilt; wandelndes Publikum |
| 30     | Pole                       | 2 Spieler/Sänger, 2 Kurzwellenempfänger, Klangregelung                                       | K: Februar 1970 (Bali) U: Auf der Expo ’70 in Osaka | 65′ | |

## Nr. 31 bis Nr. 40
| Nr.    | Titel • Teilwerke                          | Instrumente | Komponiert Uraufführung Widmung | Dauer    | Anmerkungen |
| ------ | ------------------------------------------ | --- | --- | -------- | --- |
| 31     | Expo                                       | 3 Spieler/Sänger, 3 Kurzwellenempfänger                                                                              | K: 1970 U: Auf der Expo 70 | 70′      | |
| 32     | Mantra                                     | 2 Klaviere mit Woodblocks und Cymbales Antiques, 2 Sinusgeneratoren, 2 Ringmodulatoren, Klangregelung                | K: Mai und Juni 1970 in Osaka. U: 18. Oktober 1970 auf den Donaueschinger Musiktagen durch Aloys und Alfons Kontarsky | 65′–72′  | Rückkehr zur genau notierten Musik. Erstes Werk, in dem die Technik der Formelkomposition eingesetzt wird. |
| 33     | Für kommende Zeiten                        | Spezialensemble, elektroakustische Apparaturen                                                                       | K: 1968–70 W: Markus Stockhausen | variabel | 17 Texte für intuitive Musik |
| 33     | • Übereinstimmung                          | Ensemble | K: August 1968, Darmstädter Ferienkurse |          | |
| 33     | • Verlängerung                             | Ensemble | |          | |
| 33     | • Verkürzung                               | Ensemble | |          | |
| 33     | • Über die Grenze                          | kleineres Ensemble                                                                                                   | |          | |
| 33     | • Kommunikation                            | kleines Ensemble | |          | |
| 33     | • Intervall                                | Klavierduo zu vier Händen                                                                                            | K: 22. September 1969 auf Korsika U: 5. Mai 1972, Royal Festival Hall, London, Roger Woodward und Jerzy Romaniuk W: Henry-Louis de la Grange und Maurice Fleuret                                                                   |          | |
| 33     | • Außerhalb                                | kleines Ensemble | K: 4. Februar 1970 (Bali) |          | |
| 33     | • Innerhalb                                | kleines Ensemble | K: 4. Februar 1970 (Bali) |          | |
| 33     | • Anhalt                                   | kleines Ensemble | K: 4. Februar 1970 (Bali) |          | |
| 33     | • Schwingung                               | Ensemble | K: 4. bis 7. Juli 1970 auf dem damals so genannten Ceylon |          | |
| 33     | • Spektren                                 | kleines Ensemble | K: 4. bis 7. Juli 1970 auf dem damals so genannten Ceylon |          | |
| 33     | • Wellen                                   | Ensemble | K: 4. bis 7. Juli 1970 auf dem damals so genannten Ceylon |          | |
| 33     | • Zugvogel                                 | Ensemble | K: 4. bis 7. Juli 1970 auf dem damals so genannten Ceylon |          | |
| 33     | • Vorahnung                                | 4–7 Interpreten | K: 4. bis 7. Juli 1970 auf dem damals so genannten Ceylon |          | |
| 33     | • Japan                                    | Ensemble | K: 4. bis 7. Juli 1970 auf dem damals so genannten Ceylon |          | |
| 33     | • Wach                                     | Ensemble | K: 4. bis 7. Juli 1970 auf dem damals so genannten Ceylon |          | |
| 33     | • Ceylon                                   | kleines Ensemble | K: 4. bis 7. Juli 1970 U: 22. November 1973 (Metz) | 23′      | |
| 34     | Sternklang                                 | Parkmusik für 5 Gruppen (21 Sänger und Instrumentalisten, Mikrophone, 10 Synthesizer, Klangregelung)                 | K: 1971 (Auftrag des Sender Freies Berlin) U: 5. Juni 1971 im Englischen Garten in Berlin W: Mary Stockhausen-Bauermeister | 150′     | Die fünf Gruppen sind mit durchschnittlich 70 m Abstand über den Park verteilt. Meditative Obertonmusik. |
| 35     | Trans                                      | Orchester, Tonband, Klangregelung                                                                                    | K: 1971 U: 16. Oktober 1971 in Donaueschingen W: Suja Stockhausen | 27′      | Szenische Musik, bei der die Bewegungen der Interpreten und die optische Gestaltung der Aufführung durchkomponiert sind. |
| 36     | Alphabet für Liège                         | 13 Musikalische Bilder für Solisten und Duos, elektroakustisches Instrumentarium                                     | K: 1972 U: 23. September 1972 in den Kellerräumen des Belgischen Rundfunks | 4h       | Szenische Musik, die in 13 weiß gestrichenen Zimmern mit ausgehängten Türen (+ ein vierzehntes für den Leiter) stattfindet, die über einen (ebenfalls weiß gestrichenen) Gang erreichbar sind. In den Räumen werden verschiedene Situationen inszeniert, die mit Schwingungen und Wellen zu tun haben (z. B. Klangmuster in Sand erzeugt, Glas zum Zerspringen gebracht, Tonschwingungen in Flüssigkeit, Lichtstrahlen, Flammen sichtbar gemacht, mit zwei Blockflöten Schwebungen erzeugt, Atem- und Herzrhythmen von Fischen mit Tönen beeinflusst und über Oszilloskope sichtbar gemacht etc). In einem Raum wird Werk Nr. 36 1⁄2 (Die Indianerlieder) aufgeführt. Die Aufführenden der Situationen nehmen mit anderen Situationen Kontakt auf; diesen Kontakten sind jeweils zwei Buchstaben des Alphabets zugeordnet (daher der Titel). Diese Buchstaben sind wiederum die Anfangsbuchstaben von Wörtern, die, auf Karten geschrieben, den spielerisch-rituellen Ablauf der Aufführung steuern |
| 36 1⁄2 | Am Himmel wandre ich (Indianerlieder)      | 2 Stimmen, Klangregelung                                                                                             | K: 1972 U 1972 durch Helga Hamm-Albrecht (Mezzosopran) und Karl O. Barkey (Tenor) W: Helga Hamm-Albrecht und Karl O. Barkey | 51′ 30″  | Allein oder im Rahmen von Alphabet (Nr. 36) aufführbar (dann mehrfach wiederholt). Zwölf kurze Texte aus der Tradition der Amerikanischen Ureinwohner werden zu zwölf Liedern. Das erste Lied hat nur einen einzigen Ton, in jedem kommt ein weiterer hinzu, bis die Zwölftonreihe komplett ist. |
| 36 1⁄2 | • Traumlied                                | | |          | |
| 36 1⁄2 | • Liebeslied                               | | |          | |
| 36 1⁄2 | • Kriegslied                               | | |          | |
| 36 1⁄2 | • Liebeslied                               | | |          | |
| 36 1⁄2 | • Todeslied                                | | |          | |
| 36 1⁄2 | • Eröffnung des Sonnentanzes               | | |          | |
| 36 1⁄2 | • Peruanisches Tanzlied                    | | |          | |
| 36 1⁄2 | • Lied gegen Nebel                         | | |          | |
| 36 1⁄2 | • Ein Lied Nezahualcoyotl                  | | |          | |
| 36 1⁄2 | • Gutwetter Lied                           | | |          | |
| 36 1⁄2 | • Liebeslied                               | | |          | |
| 36 1⁄2 | • Lied eines Mannes, der eine Vision hatte | | |          | |
| 37     | Ylem                                       | 19 Spieler/Sänger, Klangregelung                                                                                     | K: Dezember 1972 U: 9. März 1973, durch die London Sinfonietta unter Leitung des Komponisten in London W: Simon Stockhausen | 26′      | Stockhausen: „YLEM … ist eine Musik, die am besten gelingt, wenn die Spieler telepathische Verbindung untereinander (sie spielen mit geschlossenen Augen) und mit einem ‚Dirigenten‘ haben, der in der Saalmitte äußerst konzentriert zuhört, aber sonst nicht in Aktion tritt.“ |
| 38     | Inori                                      | Anbetungen für einen oder zwei Solisten (Tänzer/Mimen) und großes oder kleines Orchester oder Tonband, Klangregelung | K: 1973 U: 18. Oktober 1974, Donaueschingen | 70′      | Formelkomposition; die Formel heißt hier auch Urgestalt. Auskomponierte Gebetsgesten der beiden Solisten. 60-teilige „chromatische Temposkala“. Eine Skala von 60 Lautstärkegraden wird durch die Anzahl der Musiker realisiert, die den jeweiligen Ton spielen. Dadurch sind die Lautstärken auch an räumliche Bewegungen der Musik gekoppelt. Melodik, Harmonik, Polyphonie werden im Laufe des Werkes entwickelt. |
| 38 1⁄2 | Vortrag über Hu                            | für einen Sänger oder eine Sängerin                                                                                  | K: 1974 U: 18. Oktober 1974, Donaueschingen | 83′      | musikalische Analyse von Inori, soll in Verbindung mit Inori aufgeführt werden. „HU ist der heiligste aller Töne. Der Ton HU ist Ursprung und Ende aller Klänge, seien sie von Mensch, Vogel, Getier oder Ding…“ |
| 39     | Atmen gibt das Leben                       | Chor-Oper mit Orchester oder Tonband, Klangregelung                                                                  | K: 1974 (erster Teil), 1976/77 (Vervollständigung) U: 16. Mai 1975 (erster Teil), Hamburg; Fortsetzungen: 9. Mai 1977 Zagreb, 22. Mai 1977, Nizza W: Doris Stockhausen-Andreae (erster Teil), Christel Stockhausen (Fortsetzungen) | 53′      | Text, Choreographie und Musik als „einheitliches Ritual“ konzipiert. Aus schlafähnlichen Atemgeräuschen entwickeln sich Stimmen, Worte, Gesang bis zum harmonischen Satz. |
| 40     | Herbstmusik                                | Musikalisches Theater für 4 Spieler, Klangregelung                                                                   | K: 1974 U: 4. Mai 1974 (Bremen) W: Péter Eötvös, Joachim Krist, Suzee Stephens | 50′      | |
| 40     | • Ein Dach vernageln                       | Duo mit Begleitung                                                                                                   | |          | Übergang vom synchronen zum asynchronen Schlagen, dazu eine Melodie |
| 40     | • Holz brechen                             | Quartett | trockene Reiser werden gebrochen; das Geräusch wird verstärkt wiedergegeben |          | |
| 40     | • Dreschen                                 | Trio | teilweise lautlos-mimisch |          | |
| 40     | • Laub und Regen                           | Duo | Bewegung eines Paares im zunächst trockenen, später zunehmend nassen Laub |          | |
| 40 1⁄2 | Laub und Regen                             | Klarinette und Bratsche, Klangregelung                                                                               | K: 1974 | 11′      | Schlussduett aus Herbstmusik, konzertant aufführbar |

## Nr. 41 bis Nr. 46
| Nr.            | Titel Teilwerke                          | Instrumente                                                                           | Komponiert Uraufführung Widmung | Dauer                                                                                       | Anmerkungen |
| -------------- | ---------------------------------------- | ------------------------------------------------------------------------------------- | --- | ------------------------------------------------------------------------------------------- | --- |
| 41             | Musik im Bauch                           | 6 Schlagzeuger, 6 Spieluhren, Klangregelung                                           | K: 1975 U: 1975 (Royan-Festival) mit Les Percussion de Strasbourg W: Julika Stockhausen | 38′                                                                                         | Musiktheater (Auch, aber nicht ausschließlich für Kinder) um eine Vogelfigur Miron, in deren Bauch sich Spieluhren finden. Im Zentrum stehen 12 Melodien, die den Tierkreiszeichen zugeordnet sind. Die Spieluhren haben Walzen und 28, 36 bzw. 50 Lamellen, die von den Walzen angezupft werden. Die Walzenumdrehungsdauer ist normalerweise 24 Sekunden; Stockhausen sieht aber Veränderungen des Mechanismus vor, die die Umdrehungsdauer verlängern.                                                                             |
| 41 1⁄2         | Tierkreis – 12 Melodien der Sternzeichen | Ein Melodie- und/oder Akkordinstrument                                                | K: 1974/75 | 26′                                                                                         | Instrumentale Version der Spieluhrmelodien |
| 41 1⁄2         | • Aquarius                               |                                                                                       | |                                                                                             | |
| 41 1⁄2         | • Pisces                                 |                                                                                       | |                                                                                             | |
| 41 1⁄2         | • Aries                                  |                                                                                       | |                                                                                             | |
| 41 1⁄2         | • Taurus                                 |                                                                                       | |                                                                                             | |
| 41 1⁄2         | • Gemini                                 |                                                                                       | |                                                                                             | |
| 41 1⁄2         | • Cancer                                 |                                                                                       | |                                                                                             | |
| 41 1⁄2         | • Leo                                    |                                                                                       | |                                                                                             | |
| 41 1⁄2         | • Virgo                                  |                                                                                       | |                                                                                             | |
| 41 1⁄2         | • Libra                                  |                                                                                       | |                                                                                             | |
| 41 1⁄2         | • Scorpio                                |                                                                                       | |                                                                                             | |
| 41 1⁄2         | • Saggitarius                            |                                                                                       | |                                                                                             | |
| 41 1⁄2         | • Capricorn                              |                                                                                       | |                                                                                             | |
| 41 2⁄3         | Tierkreis für Singstimme                 | hoher Sopran oder hoher Tenor und Akkordinstrument                                    | K: 1974/75 | 26′                                                                                         | |
| 41 3⁄4         | Tierkreis für Singstimme                 | Sopran oder Tenor und Akkordinstrument                                                | K: 1974/75 | 26′                                                                                         | |
| 41 4⁄5         | Tierkreis für Singstimme                 | Mezzosopran oder Alt oder tieferer Tenor und Akkordinstrument                         | K: 1974/75 | 26′                                                                                         | |
| 41 5⁄6         | Tierkreis für Singstimme                 | Bariton und Akkordinstrument                                                          | K: 1974/75 | 26′                                                                                         | |
| 41 6⁄7         | Tierkreis für Singstimme                 | Bass und Akkordinstrument                                                             | K: 1974/75 | 26′                                                                                         | |
| 41 7⁄8         | Tierkreis für Kammerorchester            | Klarinette, Horn, Fagott, Streicher                                                   | K: 1974/77 U: Oktett der Berliner Philharmoniker | 24′                                                                                         | |
| 41 8⁄9         | Tierkreis                                | Klarinette und Klavier                                                                | K: 1974/81 | 24′                                                                                         | |
| 41 9⁄10        | Tierkreis – Trio-Version                 | Klarinette, Flöte und Piccolo, Trompete und Klavier, Klangregelung                    | K: 1974/83 | 29′                                                                                         | |
| 41 10⁄11       | Tierkreis – Version 2003                 | Tenor oder Sopran und Akkordinstrument, Klangregelung                                 | K: 1974/2003 U: Kürten 2003 | 30′                                                                                         | |
| 41 11⁄12       | Fünf Sternzeichen                        | Orchester                                                                             | K: 1974/2004 U: 28. November 2004 in Bad Brückenau | 11′                                                                                         | |
| 41 12⁄13       | Fünf weitere Sternzeichen                | Orchester                                                                             | K: 1974/2007 | 11′                                                                                         | Vollendet am Tag vor Stockhausens Tod |
| 1. ex 41 12⁄13 | Taurus                                   | Fagott                                                                                | K: 1974/2007 | 4′                                                                                          | |
| 42             | Harlekin                                 | Klarinette                                                                            | K: 1975 U: Köln, 7. März 1976, Suzanne Stephens W: Suzanne Stephens | 45′                                                                                         | Auftragswerk des WDR. Szenische Musik für einen Klarinettisten, der einen Harlekin darstellt, welcher nacheinander archetypische Identitäten (z. B. spielerischer Konstrukteur, verliebter Lyriker usw.) annimmt. |
| 42 1⁄2         | Der kleine Harlekin                      | Klarinette                                                                            | K: 1975 | 9′                                                                                          | Ausschnitt aus Harlekin: Die Identität des ausgelassenen Tänzers. |
| 43             | Sirius                                   | Elektronische Musik, optional + Trompete, Sopran, Bassklarinette, Bass, Klangregelung | K: 1975–77 U 8. August 1977, Aix-en-Provence – Uraufführung der vollständigen Fassung (In den Jahren davor wurden an verschiedenen Orten unterschiedliche Vervollständigungsgrade des Werkes aufgeführt) | 96′                                                                                         | Produziert mit den Mitteln des Studio für elektronische Musik (Köln). Der Mittelteil führt kreisförmig durch vier Melodien, die den Jahreszeiten entsprechen. Sie werden jeweils transformiert und entwickelt, in sehr detaillierter Notation. Das Aufführungsdatum bestimmt, wo in den Kreis eingestiegen wird. Es werden Melodien aus Nr. 41 1⁄2 Tierkreis verwendet. Beginn der multiformalen Kompositionstechnik, in der aus einer polyphon angesetzten „Superformel“ Formeln gefiltert werden, die Teilstücken zugrunde liegen. |
| 1. ex 43       | Frühlings-Version                        | Elektronische Musik, optional + Trompete, Sopran, Bassklarinette, Bass, Klangregelung | K: 1975–77 U 8. August 1977, Aix-en-Provence – Uraufführung der vollständigen Fassung (In den Jahren davor wurden an verschiedenen Orten unterschiedliche Vervollständigungsgrade des Werkes aufgeführt) | 96′                                                                                         | Produziert mit den Mitteln des Studio für elektronische Musik (Köln). Der Mittelteil führt kreisförmig durch vier Melodien, die den Jahreszeiten entsprechen. Sie werden jeweils transformiert und entwickelt, in sehr detaillierter Notation. Das Aufführungsdatum bestimmt, wo in den Kreis eingestiegen wird. Es werden Melodien aus Nr. 41 1⁄2 Tierkreis verwendet. Beginn der multiformalen Kompositionstechnik, in der aus einer polyphon angesetzten „Superformel“ Formeln gefiltert werden, die Teilstücken zugrunde liegen. |
| 2. ex 43       | Sommer-Version                           | Elektronische Musik, optional + Trompete, Sopran, Bassklarinette, Bass, Klangregelung | K: 1975–77 U 8. August 1977, Aix-en-Provence – Uraufführung der vollständigen Fassung (In den Jahren davor wurden an verschiedenen Orten unterschiedliche Vervollständigungsgrade des Werkes aufgeführt) | 96′                                                                                         | Produziert mit den Mitteln des Studio für elektronische Musik (Köln). Der Mittelteil führt kreisförmig durch vier Melodien, die den Jahreszeiten entsprechen. Sie werden jeweils transformiert und entwickelt, in sehr detaillierter Notation. Das Aufführungsdatum bestimmt, wo in den Kreis eingestiegen wird. Es werden Melodien aus Nr. 41 1⁄2 Tierkreis verwendet. Beginn der multiformalen Kompositionstechnik, in der aus einer polyphon angesetzten „Superformel“ Formeln gefiltert werden, die Teilstücken zugrunde liegen. |
| 3. ex 43       | Herbst-Version                           | Elektronische Musik, optional + Trompete, Sopran, Bassklarinette, Bass, Klangregelung | K: 1975–77 U 8. August 1977, Aix-en-Provence – Uraufführung der vollständigen Fassung (In den Jahren davor wurden an verschiedenen Orten unterschiedliche Vervollständigungsgrade des Werkes aufgeführt) | 96′                                                                                         | Produziert mit den Mitteln des Studio für elektronische Musik (Köln). Der Mittelteil führt kreisförmig durch vier Melodien, die den Jahreszeiten entsprechen. Sie werden jeweils transformiert und entwickelt, in sehr detaillierter Notation. Das Aufführungsdatum bestimmt, wo in den Kreis eingestiegen wird. Es werden Melodien aus Nr. 41 1⁄2 Tierkreis verwendet. Beginn der multiformalen Kompositionstechnik, in der aus einer polyphon angesetzten „Superformel“ Formeln gefiltert werden, die Teilstücken zugrunde liegen. |
| 4. ex 43       | Winter-Version                           | Elektronische Musik, optional + Trompete, Sopran, Bassklarinette, Bass, Klangregelung | K: 1975–77 U 8. August 1977, Aix-en-Provence – Uraufführung der vollständigen Fassung (In den Jahren davor wurden an verschiedenen Orten unterschiedliche Vervollständigungsgrade des Werkes aufgeführt) | 96′                                                                                         | Produziert mit den Mitteln des Studio für elektronische Musik (Köln). Der Mittelteil führt kreisförmig durch vier Melodien, die den Jahreszeiten entsprechen. Sie werden jeweils transformiert und entwickelt, in sehr detaillierter Notation. Das Aufführungsdatum bestimmt, wo in den Kreis eingestiegen wird. Es werden Melodien aus Nr. 41 1⁄2 Tierkreis verwendet. Beginn der multiformalen Kompositionstechnik, in der aus einer polyphon angesetzten „Superformel“ Formeln gefiltert werden, die Teilstücken zugrunde liegen. |
| 43 1⁄2         | Aries                                    | Trompete und Elektronische Musik                                                      | K: 1977/80 | 15′                                                                                         | Ausführliche Analyse in „Musikalische Metamorphose“ (Stockhausen, Texte 5, S. 701 ff) |
| 43 2⁄3         | Libra                                    | Bassklarinette und Elektronische Musik                                                | K: 1977 U: 1996 Kopenhagen | 33′                                                                                         | |
| 43 3⁄4         | Capricorn                                | Bass und Elektronische Musik                                                          | K: 1977/80 U: Orléans 1997 | 27′                                                                                         | |
| 44             | Amour                                    | Klarinette                                                                            | K: 1974/1976 U: 9. Januar 1978 (Stuttgart) durch Suzanne Stephens | 26′                                                                                         | fünf melodische Stücke, Stockhausens Beziehungen thematisierend. |
| 44             | • Sei wieder fröhlich                    |                                                                                       | K: Dezember 1974 W: Suzee (Suzanne) Stephens |                                                                                             | |
| 44             | • Dein Engel wacht über dir              | K: Dezember 1976 W: Mary Stockhausen-Bauermeister                                     | |                                                                                             | |
| 44             | • Die Schmetterlinge spielen             | K: Dezember 1976 W: Jaynee Stephens                                                   | |                                                                                             | |
| 44             | • Ein Vöglein singt an Deinem Fenster    | K: Dezember 1976 W: Suzee Stephens                                                    | |                                                                                             | |
| 44             | • Vier Sterne weisen dir den Weg         | K: Dezember 1976 W: Doris Stockhausen-Andreae                                         | | Die Sterne sind die vier Kinder von Doris und Karlheinz: Suja, Christel, Markus und Majella | |
| 44 1⁄2         | Amour                                    | Flöte                                                                                 | K: 1976/81 | 29′                                                                                         | |
| 44 2⁄3         | Vier Sterne aus Amour                    | Violoncello                                                                           | K: 1976/98 | 12′                                                                                         | |
| 44 3⁄4         | Amour                                    | Saxophon                                                                              | K: 1976/2003 | 29′                                                                                         | |
| 45             | Jubiläum                                 | Orchester, Klangregelung                                                              | K: 1977 U: 10. Oktober 1977 (Hannover) unter George Albrecht | 16′                                                                                         | Auftragswerk zum 125-jährigen Jubiläum des Opernhauses Hannover. Basiert auf einer mehrstimmigen Formel „im Charakter eines Hymnus“. |
| 46             | In Freundschaft                          | Klarinette                                                                            | K: 24. Juli 1977 W: Suzanne Stephens | 15′                                                                                         | 1978 weiter ausgearbeitet. Eine sehr ausführliche Analyse und Höranleitung hat Stockhausen 1980 in Mainz in einem Vortrag gegeben. Der Text ist unter dem Namen Die Kunst zu hören in Band 5 seiner Texte zur Musik abgedruckt. |
| 46 1⁄2         | In Freundschaft                          | Flöte                                                                                 | K: 1977 U: 6. August 1977 durch Lucille Goeres in Aix-en-Provence | 15′                                                                                         | Die Uraufführung der Flötenversion war gleichzeitig die Uraufführung des Werkes |
| 46 2⁄3         | In Freundschaft                          | Oboe                                                                                  | | 15′                                                                                         | |
| 46 3⁄4         | In Freundschaft                          | Fagott                                                                                | | 15′                                                                                         | |
| 46 4⁄5         | In Freundschaft                          | Bassetthorn oder Bassklarinette                                                       | | 15′                                                                                         | |
| 46 5⁄6         | In Freundschaft                          | Violine                                                                               | | 15′                                                                                         | |
| 46 6⁄7         | In Freundschaft                          | Bratsche                                                                              | | 15′                                                                                         | |
| 46 7⁄8         | In Freundschaft                          | Violoncello oder Kontrabass                                                           | | 15′                                                                                         | |
| 46 9⁄10        | In Freundschaft                          | Saxophon                                                                              | | 15′                                                                                         | |
| 46 10⁄11       | In Freundschaft                          | Trompete in Es mit Quartventil                                                        | | 15′                                                                                         | |
| 46 11⁄12       | In Freundschaft                          | Horn                                                                                  | | 15′                                                                                         | |
| 46 12⁄13       | In Freundschaft                          | Posaune                                                                               | | 15′                                                                                         | |
| 46 13⁄14       | In Freundschaft                          | Tuba                                                                                  | | 15′                                                                                         | |
| 46 14⁄15       | In Freundschaft                          | Blockflöte                                                                            | | 15′                                                                                         | |

## Kadenzen
| Nr.    | Titel Teilwerke                             | Instrumente | Komponiert Uraufführung Widmung | Dauer | Anmerkungen |
| ------ | ------------------------------------------- | ----------- | --- | ----- | ----------- |
| o. Nr. | Kadenzen für Mozarts Klarinettenkonzert     | Klarinette  | K: 1978 U: 3. Februar 1975 mit dem Symphonie-Orchester des Südwestfunks (Leitung: K. Stockhausen, Klarinette: Suzee Stephens), Baden-Baden.                                        |       |             |
| o. Nr. | Kadenzen für Mozarts Flötenkonzert in G     | Flöte       | K: 1984/85 U: 3. Juni 1985 mit dem Freiburger Philharmonischen Orchester (Leitung Eberhard Kloke, Flöte: Kathinka Pasveer), Freiburg W: Suzee Stephens                             |       |             |
| o. Nr. | Kadenzen für Mozarts Flötenkonzert in D     | Flöte       | K: 1984/85 U: 20. April 1985 mit dem Radio Kamer Orkest Hilversum (Leitung Ernest Bour, Flöte: Kathinka Pasveer), Zaandam W: Kathinka Pasveer                                      |       |             |
| o. Nr. | Kadenz für Leopold Mozarts Trompetenkonzert | Trompete    | K: 12. Juni 1984 U: 20. Juni 1984 mit dem Symphonie-Orchester des Südwestfunks (Leitung: Martin Fischer-Dieskau, Trompete: Markus Stockhausen), Baden-Baden. W: Markus Stockhausen |       |             |
| o. Nr. | Kadenzen für Haydns Trompetenkonzert        | Trompete    | W: Markus Stockhausen |       |             |
| o. Nr. | Kadenz für den ersten Satz                  |             | K: 1983 U: 13. Februar 1983 mit dem Orchestra Regionale Toscana (Leitung: Gerald Schwarz, Trompete: Markus Stockhausen), Florenz                                                   |       |             |
| o. Nr. | Kadenz für den dritten Satz                 |             | K: 1985 U: Juni 1985 mit dem Freiburger Philharmonischen Orchester (Leitung: Eberhard Kloke, Trompete: Markus Stockhausen), Freiburg                                               |       |             |

## Nr. 47 bis 80:Licht
Der Opernzyklus Licht – die sieben Tage der Woche hat eine Gesamtdauer von 29 Stunden.

### Nr. 47: Jahreslauf (Erster Akt vomDienstagausLicht)
| Nr.    | Titel          | Instrumente | Komponiert Uraufführung Widmung                                                                                             | Dauer | Anmerkungen |
| ------ | -------------- | --- | --- | ----- | --- |
| 47     | Jahreslauf     | Gagaku-Ensemble: Tänzer, 3 Shō, 3 Ryūteki, 3 Hichiriki, Gakuso, Biwa, Shōko, Kakko, Taiko | K: 1977 im Auftrag des Japanischen Nationaltheaters U: 1977, Tokio durch das Kaiserliche Gagaku-Ensemble W: Jaynee Stephens | 61′   | Die Inszenierung hat die Jahreszahl des jeweiligen Aufführungsjahres als Zentrum, die auf dem Bühnenboden eingezeichnet ist. Entlang der Ziffern bewegt sich eine Prozession. |
| 47     | Jahreslauf     | Tenor, Bass, Modernes Orchester, Tonband, Klangregelung optional 4 Tänzer/Mimen, 1 Schauspieler/Sänger, 3 Mimen, Kleines Mädchen, Schöne Frau. Modernes Orchester aus 3 Synthesizer, 3 Piccolo-Flöten, 3 Sopran-Saxonphone, elektr. Cembalo oder Synthesizer, Gitarre, 3 Schlagzeuger | K: 1977/91 U: 1991 (Frankfurt)                                                                                              | 61′   | Die Inszenierung hat die Jahreszahl des jeweiligen Aufführungsjahres als Zentrum, die auf dem Bühnenboden eingezeichnet ist. Entlang der Ziffern bewegt sich eine Prozession. |
| 47 1⁄2 | Der Jahreslauf | Modernes Orchester, Tonband, Klangregelung optional 4 Tänzer/Mimen, 1 Schauspieler/Sänger, 3 Mimen, Kleines Mädchen, Schöne Frau. Modernes Orchester aus 3 Synthesizer, 3 Piccolo-Flöten, 3 Sopran-Saxonphone, elektr. Cembalo oder Synthesizer, Gitarre, 3 Schlagzeuger              | K: 1977/91 | 46′   | |

### Nr. 48 bis 50:DonnerstagausLicht
Donnerstag aus Licht: Oper in drei Akten, einem Gruß und einem Abschied für 14 musikalische Darsteller (3 Solo-Stimmen, 8 Solo-Instrumentalisten, 3 Solo-Tänzer), Chor, Orchester und Tonbänder
- Donnerstags-Gruß
- 1. Akt: Michaels Jugend
  - Kindheit
  - Mondeva
  - Examen
- 2. Akt: Michaels Reise um die Erde
- 3. Akt: Michaels Heimkehr
  - Festival
  - Vision
- Donnerstags-Abschied

Gesamtdauer 240′, komponiert 1978 bis 1980, Uraufführung 15. März und 3. April 1981 in der Mailänder Scala
| Nr.          | Titel                                              | Instrumente | Komponiert Uraufführung | Dauer            | Anmerkungen |
| ------------ | -------------------------------------------------- | --- | --- | ---------------- | --- |
| 48           | Michaels Reise um die Erde                         | Trompete und Orchester, Klangregelung | K: Oktober 1977 bis Ende August 1978 U 21. Oktober 1978 in Donaueschingen (konzertant), Leitung: Karlheinz Stockhausen W: Markus Stockhausen | 50′              | Zweiter Akt vom Donnerstag aus Licht. Michael, dargestellt durch einen Trompeter, steigt in die Erdkugel, die sich ostwärts dreht. Er begegnet in mehreren Stationen Musikern, die die Welt repräsentieren. Schließlich (auf ein Signal des Bassetthorns) dreht sich die Erdkugel rückwärts und hält an. Michael steigt aus und begegnet Eva, der Bassetthornspielerin und nimmt ihn tanzend mit sich fort. Andere Instrumente versuchen, das Paar zu stören. |
| 1. ex 48     | Eingang und Formel (aus Michaels Reise)            | Trompete, Klangregelung | K: 1978 | 2′ 30″           | |
| 2. ex 48     | Halt (aus Michaels Reise)                          | Trompete, Kontrabass, Klangregelung | K: 1978 | 15′              | |
| 3. ex 48     | Kreuzigung (aus Michaels Reise)                    | Trompete, Bassetthörner, Klarinette, Hörner, Posaunen, Tuba, Klangregelung | K: 1978 | 18′              | |
| 4. ex 48     | Mission und Himmelfahrt (aus Michaels Reise)       | Trompete, Bassetthorn, Klangregelung | K: 1978 | 18′              | |
| 48 1⁄2       | Donnerstags-Gruß (Michaels-Gruß)                   | 8 Blechbläser, Klavier, 3 Schlagzeuger | K: 1978 U: 15. März 1981 Mailänder Scala, Leitung, Peter Eötvös                                                                              | 11′              | Der Titel Michaels-Gruß wird verwendet, wenn das Stück unabhängig von der Oper aufgeführt wird. |
| 1. ex 48 1⁄2 | Michaels-Ruf                                       | variables Ensemble (8 Orchesterinstrumente) | K: 1978 | 2′               | |
| 2. ex 48 1⁄2 | Michaels-Ruf                                       | vier Trompeten | K: 1978 | 2′               | |
| 48 2⁄3       | Solisten-Version Michaels Reise                    | 1 Trompeter, 9 Mitspieler (1 Bassetthorn, 1 Bassetthorn mit Bassklarinette, Altflöte, Posaune mit Euphonium, 2 Synthesizer-Spieler, 2 Schlagzeuger)                                  | K: 1978/84 | 48′              | |
| 49           | Michaels Jugend                                    | Tenor, Sopran, Bass, Trompete, Bassetthorn, Posaune, Klavier / elektrische Orgel oder Synthesizer, 3 Tänzer-Mimen, Tonbänder mit Chor und Instrumenten, Klangregelung                | K: Februar bis August 1979 U: 16. Oktober 1979 in Jerusalem (konzertant)                                                                     | 64′              | Erster Akt vom Donnerstag aus Licht. Auftrag: Recha Freier. Produziert mit den Mitteln des Studio für elektronische Musik (Köln). |
| ex 49        | Unsichtbare Chöre                                  | 16-kanalige A-cappella-Aufnahme | K: Juli/August 1979 Das Band wurde August und September mit dem Chor des WDR aufgenommen und abgemischt                                      | 50′              | Die Texte werden in Hebräisch und Deutsch gesungen und entstammen der hebräischen Überlieferung |
| 49 1⁄2       | Kindheit                                           | Tenor, Sopran, Bass, Trompete, Bassetthorn, Posaune, Tänzerin, Tonbänder, Klangregelung                                                                                              | K: 1979 W: Recha Freier | 29′              | Erste Szene aus Michaels Jugend. Die Handlung zeigt starke Anklänge an die Kindheit von Karlheinz Stockhausen und das Schicksal seiner Eltern. |
| 1. ex 49 1⁄2 | Tanze, Luzefa!                                     | Bassetthorn oder Bassklarinette, Klangregelung | K: 1980 | 6′               | aus Michaels Jugend |
| 2. ex 49 1⁄2 | Bijou                                              | Altflöte, Bassklarinette, Tonband | K: 1980 U: 1996 in Huddersfield | 15′              | aus Michaels Jugend |
| 49 2⁄3       | Mondeva                                            | Tenor, Bassetthorn + optional Sopran, Bass, Posaune, Mime, elektrische Orgel oder Synthesizer, Tonbänder; Klangregelung                                                              | K: 1978/1979 | 13′              | Szene aus Michaels Jugend. Michael verliebt sich in das Sternenmädchen Mondeva. |
| 49 3⁄4       | Examen                                             | Tenor, Trompete, Tänzer/Klavier, Bassetthorn + optional „Jury“: Sopran, Bass, Tänzer/Mimen, 2 Tonbänder; Klangregelung                                                               | K: 1979 W: Majella Stockhausen | 22′              | Szene aus Michaels Jugend. Michael durchläuft ein dreiteiliges Examen für die hohe Schule der Musik. Majella spielte in allen Aufführungen bis zum Erscheinen der Partitur das Klavier. Die Widmung erfolgte zum 18. Geburtstag. |
| ex 49 3⁄4    | Klavierstück XII (Examen vom Donnerstag aus Licht) | Klavier | K: 1979/1983 | 22′              | |
| 50           | Michaels Heimkehr                                  | Tenor, Sopran, Bass, Trompete, Bassetthorn, Posaune, 2 Sopransaxophone, elektrische Orgel oder Synthesizer, 3 Tänzer/Mimen / Alte Frau, Chor und Orchester, Tonbänder, Klangregelung | K: 1980 | 78′              | 3. Akt vom Donnerstag aus Licht. |
| 50 1⁄2       | Festival                                           | Tenor, Sopran, Bass, Trompete, Bassetthorn, Posaune, 2 Sopransaxophone, elektrische Orgel oder Synthesizer, 3 Tänzer/Mimen / Alte Frau, Chor und Orchester, Tonbänder, Klangregelung | K: Dezember 1979 bis April 1980 U: 14. Juni 1980 in Amsterdam (konzertant), Leitung: Peter Eötvös W: Simon Stockhausen                       | 50′              | Erste Szene aus Michaels Heimkehr. Simon (damals 12 Jahre alt) spielte Sopransaxophon. Michael wird von Tenor, Trompeter und Tänzer dargestellt. Eva, von Sopranistin, Bassetthornistin, Tänzerin dargestellt, veranstaltet ein Festival zur Feier von Michaels Heimkehr in seine himmlische Residenz. Der Teufel (posaunender Steptänzer) kämpft mit Michael. Luzifer (Bass) macht sich über alle lustig. aber Michael vertreibt ihn in einem Wortwechsel.   |
| 1. ex 50 1⁄2 | Drachenkampf                                       | Trompete, Posaune, elektrische Orgel oder Synthesizer, 2 Tänzer ad lib. / 1 Schlagzeuger ad lib., Klangregelung                                                                      | K: 1980 | 13′              | aus Michaels Heimkehr |
| 2. ex 50 1⁄2 | Knabenduett                                        | zwei Sopransaxophone oder andere Instrumente | K: 1980 | 4′               | aus Michaels Heimkehr |
| 3. ex 50 1⁄2 | Argument                                           | Tenor, Bass, elektrische Orgel oder Synthesizer, Klangregelung | K: 1980 | 11′              | aus Michaels Heimkehr |
| 50 2⁄3       | Vision                                             | Tenor, Trompete, Hammondorgel oder Synthesizer, Tänzer, Tonband, optional Schattenspiele; Klangregelung                                                                              | K: November bis Weihnachten 1980 U: Im Rahmen der Gesamturaufführung der Oper in Mailand Wolfgang Becker                                     | 28′              | zweite Szene aus Michaels Heimkehr. Wolfgang Becker vom WDR betreute die Uraufführung der Oper technisch und organisatorisch. Handlung: Michael hat in Schattenspielen die Vision von sieben Momenten seines Lebens. |
| 50 3⁄4       | Donnerstags-Abschied (Michaels-Abschied)           | 5 Trompeten (Varianten mit Mehrspuraufnahmen möglich) | K: 1980 | 11′–30′ variabel | Die 5 Trompeter wiederholen signalartig jeder ein Glied der Michaels-Formel, durchsetzt von langen Pausen. |

### Nr. 51 bis 54:SamstagausLicht
Samstag aus Licht: Oper in einem Gruß und vier Szenen für 13 musikalische Darsteller (1 Solo-Stimme, 10 Solo-Instrumentalisten, 2 Solo-Tänzer), Harmonie-Orchester, Ballett oder Mimen / Männerchor mit Orgel
- Samstags-Gruß
- 1. Szene: Luzifers Traum
- 2. Szene: Kathinkas Gesang als Luzifers Requiem
- 3. Szene: Luzifers Tanz
- 4. Szene: Luzifers Abschied

Gesamtdauer 185′, komponiert 1981 bis 1983, Uraufführung: 25. Mai 1984 in Mailand
| Nr.       | Titel                                 | Instrumente | Komponiert | Dauer  | Anmerkungen |
| --------- | ------------------------------------- | --- | --- | ------ | --- |
| 51        | Luzifers Traum oder Klavierstück XIII | Bass-Stimme und Klavier, Klangregelung | K: Mai bis September 1981 U: 19. November 1981 in Metz (konzertant) durch Majella Stockhausen (Klavier) und Matthias Hölle (Bass) W: Majella Stockhausen zum 20. Geburtstag                                                                    | 36′    | 1. Szene vom Samstag aus Licht. Luzifer träumt musikalische Kategorien und stirbt aufgrund des entzückenden Genusses einer einfachen Melodie einen Scheintod. |
| 51 1⁄2    | Klavierstück XIII                     | Klavier, Klangregelung | K: 1981 U: 10. Juni 1982, Turin | 36′    | |
| 51 2⁄3    | Traum-Formel                          | Bassetthorn, Klangregelung | K: 1981 U: 29. Januar 1983, Köln durch Suzanne Stephens W: Suzanne Stephens zum Geburtstag | 9′     | lineare Zusammenfassung der fünfschichtigen Luzifer-Formel |
| 52        | Kathinkas Gesang als Luzifers Requiem | Flöte und sechs Schlagzeuger oder Flötensolo, Klangregelung | K: Februar, März 1983 U: 15. Oktober 1983 in Donaueschingen (konzertant), Kathinka Pasveer (Flöte) und das Kolberg Percussion Ensemble W: Kathinka Pasveer                                                                                     | 33′    | 2. Szene vom Samstag aus Licht |
| 52 1⁄2    | Kathinkas Gesang als Luzifers Requiem | Flöte und elektronische Musik, Klangregelung | K: 1982–83 | 33′    | |
| 52 2⁄3    | Kathinkas Gesang als Luzifers Requiem | Flöte und Multiples Klavier, Klangregelung | K: 1982–83 | 33′    | noch nicht uraufgeführt |
| 53        | Luzifers Tanz                         | Bass oder Posaune oder Euphonium, Piccolo-Trompete, Piccolo-Flöte / Harmonie-Orchester oder Sinfonie-Orchester (und Stelzentänzer, Tenzer, Ballett oder Mimen bei szenischen Aufführungen), Klangregelung | K: Mai bis September 1983 U: 9. März 1984 in Ann Arbor (konzertant) mit Luis Maldonado (Euphonium), Markus Stockhausen (Piccolo-Trompete), Kathinka Pasveer (Piccolo-Flöte), Laurence Kaptain (Schlagzeug), Karlheinz Stockhausen (Klangregie) | 50′    | 3. Szene vom Samstag aus Licht. „Luzifer läßt ein Orchester als riesiges Menschengesicht erscheinen. Die Gesichtsteile sind aus Instrumentalgruppen zusammengesetzt, die er in 10 Tänzen – mit individuellen Metren und Perioden – nacheinander ins Spiel bringt. … Dazwischen stehen 9 Tutti-Tänze, in denen die Gruppen zunehmend gegeneinander tanzen.“ In der Opernfassung wird der Tanz durch einen Orchesterstreik abgebrochen; in konzertanten Aufführung wird er zu Ende gespielt. |
| 1. ex 53  | Linker Augenbrauentanz                | Flöten und Bassetthorn (bzw. -hörner), Schlagzeuger, Synthesizer-Spieler | K: 1983 |        | noch nicht uraufgeführt |
| 2. ex 53  | Rechter Augenbrauentanz               | Klarinetten, Bassklarinetten, Schlagzeuger, Synthesizer-Spieler | K: 1983/2003 U: Kürten 2003 | 35′    | |
| 3. ex 53  | Linker Augentanz                      | Saxophone, Schlagzeuger, Synthesizer-Spieler | K: 1983 | 20′    | |
| 4. ex 53  | Rechter Augentanz                     | Oboen, Englisch-Hörner, Fagotte, Schlagzeuger, Synthesizer-Spieler | K: 1983/1990 |        | noch nicht uraufgeführt |
| 5. ex 53  | Linker Backentanz                     | Trompeten, Posaunen, Schlagzeuger, Synthesizer-Spieler | K: 1983/1990 |        | noch nicht uraufgeführt |
| 6. ex 53  | Rechter Backentanz                    | Trompeten, Posaunen, Schlagzeuger, Synthesizer-Spieler | K: 1983/1990 |        | noch nicht uraufgeführt |
| 7. ex 53  | Nasenflügeltanz                       | Schlagzeuger, optional Synthesizer-Spieler | K: 1983/1990 U: 26. September 1988 in Paris durch Andreas Boettger (Schlagzeug) und Simon Stockhausen (Synthesizer) | 7′30″  | |
| 8. ex 53  | Oberlippentanz (Protest)              | Piccolo-Trompete, Posaune oder Euphonium, 4 oder 8 Hörner, Schlagzeuger, Klangregelung (oder Solo für Piccolo-Trompete mit Klangregelung)                                                                 | K: 1983 U: 16. Mai 1984 in Mailand, Vereinssaal der Amigi del Loggione durch Markus Stockhausen (Piccolo-Trompete solo); 18. Oktober 1985 in Donaueschingen (konzertant, mit Piccolo-Trompete und Ensemble) W: Markus Stockhausen              | 14′30″ | |
| 9. ex 53  | Zungenspitzentanz                     | Piccolo-Flöte, Ein Tänzer ad lib., 2 Euphoniums oder Synthesizer, Schlagzeuger ad lib., Klangregelung (oder Solo für Piccolo-Flöte mit Klangregelung)                                                     | K: 1983 U: 13. März 1984 (Los Angeles) durch Kathinka Pasveer (Piccolo-Flöte solo); 27. September 1986 in Bergisch Gladbach mit Kathinka Pasveer und Ensemble                                                                                  | 9′     | |
| 10. ex 53 | Kinntanz                              | Euphonium, Schlagzeuger, Klangregelung plus Synthesizer-Spieler oder Altposaunen, Tenorhörner, Tuben | K: 1983/1989 K: 1989 in Salzburg | 10′    | |
| 53 1⁄2    | Samstags-Gruß (Luzifer-Gruß)          | 26 Blechbläser und 2 Schlagzeuger | K: 1984 U: 25. bis 31. Mai täglich im Palazzo dello Sport, Mailand als Produktion der Scala. Mitglieder der University of Michigan Symphony Band, Leitung H. Robert Reynolds und Karlheinz Stockhausen. W: H. Robert Reynolds                  | 8′     | Der Titel Luzifer-Gruß ist für Aufführungen unabhängig von der Oper gedacht. Vier Blechbläsergruppen in schwarzen Luzifer-Kostümen, in erhöhter Position und aus den vier Himmelsrichtungen spielen Teile der Luzifer-, Eva- und Michaels-Formeln. |
| 54        | Luzifers Abschied                     | Männerchor, Orgel, 7 Posaunen, (Tonband oder live), Klangregelung | K: 1982 U: 28. September 1982 in Assisi, Händel Collegium Köln, Einstudierung Dieter Gutknecht und Karlheinz Stockhausen W: Francesco Siciliani                                                                                                | 58′    | 4. Szene vom Samstag aus Licht. |

### Nr. 55 bis 59:MontagausLicht
Montag aus Licht: Oper in drei Akten, einem Gruß und einem Abschied für 21 musikalische Darsteller (14 Solo-Stimmen, 6 Solo-Instrumente, 1 Akteur), Chor (Tonband oder live), 21 Schauspieler-Frauen (nur in szenischer Aufführung), Kinderchor, Mädchenchor, Modernes Orchester (3 Synthesizer-Spieler, 1 Schlagzeuger, Tonband)
- Montags-Gruß
- 1. Akt: Evas Erstgeburt
  - In Hoffnung
  - Heinzelmännchen
  - Geburts-Arien
  - Knaben-Geschrei
  - Luzifers Zorn
  - Das große Geweine
- 2. Akt: Evas Zweitgeburt
  - Mädchenprozession
  - Befruchtung mit Klavierstück
  - Wiedergeburt
  - Evas Lied
- 3. Akt: Evas Zauber
  - Botschaft
  - Der Kinderfänger
  - Entführung
- Montags-Abschied

Gesamtdauer 278′, komponiert 1984–88, Uraufführung 7. Mai 1988; Mailand
| Nr.                | Titel Teilwerke                                                   | Instrumente | Komponiert | Dauer      | Anmerkungen                                                                      |
| ------------------ | ----------------------------------------------------------------- | --- | --- | ---------- | -------------------------------------------------------------------------------- |
| 55                 | Montags-Gruß (Eva-Gruß)                                           | Multiples Bassetthorn und elektrische Tasteninstrumente (Bassetthorn live mit Tonband oder nur als Tonband), Klangregelung | K: 1986/88 | 34′        |                                                                                  |
| 1. ex 55           | Xi                                                                | Ein Melodieinstrument mit Mikro-Tönen, Klangregelung | K: 1986/88 | 6′ oder 9′ |                                                                                  |
| 2. ex 55           | Xi                                                                | Bassetthorn, Klangregelung | K: 1986/88 U: 1988 in Paris | 9′         |                                                                                  |
| 3. ex 55           | Xi                                                                | Altflöte oder Flöte, Klangregelung | K: 1986/88 U: 1987 in Siena (Version für Flöte) | 6′         |                                                                                  |
| 56                 | Evas Erstgeburt                                                   | 3 Soprane, 3 Tenöre, Bass, Akteur, Chor (Tonband oder live), bei szenischer Aufführung 21 Schauspieler-Frauen, Kinderchor, Modernes Orchester (3 Synthesizer-Spieler, 1 Schlagzeug, Tonband), Klangregelung                                                          | K: 1987 U: 7. April 1988 in Köln (konzertant) ad-hoc-ensemble, Andreas Boettger, Kölner-Rundfunkchor, Kinderchor Radio Budapest, Zaans Kantatekoor, Kölner-Rundfunk-Sinfonie-Orchester, Ltg. Peter Eötvös; (szenisch); dieselben, Mailand 7. Mai 1988 | 93′        | 1. Akt vom Montag aus Licht. Auftragswerk des WDR.                               |
| ex 56              | Geburts-Fest vom Montag aus Licht                                 | Chor a cappella und Tonband, Klangregelung | K: 1987 | 68′30″     | Chormusik mit Tonszenen; Version von Evas Erstgeburt                             |
| ex 56              | Quelle des Lebens                                                 | Chor a cappella und Tonband, Klangregelung | K: 1987 | 19′        | Chormusik mit Tonszenen; Version von In Hoffnung, Heinzelmännchen, Geburts-Arien |
| ex 56              | Kinderspiel                                                       | Chor a cappella und Tonband, Klangregelung | K: 1987 | 19′        | Chormusik mit Tonszenen; Version vom Knaben-Geschrei                             |
| ex 56              | Trauer mit Humor                                                  | Chor a cappella und Tonband, Klangregelung | K: 1987 | 19′        | Chormusik mit Tonszenen; Version vom Großen Geweine                              |
| 56 1⁄2 (+2⁄3)      | In Hoffnung (mit Heinzelmännchen)                                 | 3 Soprane, Chor (Tonband oder live), bei szenischer Aufführung 21 Schauspieler-Frauen, Kinderchor, Modernes Orchester (3 Synthesizer-Spieler, 1 Schlagzeug, Tonband), Klangregelung                                                                                  | K: 1987 | 27′        | Szene aus Evas Erstgeburt                                                        |
| ex 56 1⁄2          | Flautina                                                          | Flöte mit Piccolo und Altflöte, Klangregelung | K: 1989 U: 1989 in Wien | 6′         |                                                                                  |
| 56 3⁄4             | Geburts-Arien                                                     | 3 Soprane, 3 Tenöre, Chor (Tonband oder live), 1 Synthesizer-Spieler, Tonband, Klangregelung | K: 1987 | 17′        |                                                                                  |
| 1. ex 56 3⁄4       | Erste Geburts-Arie                                                | 3 Soprane, Chor (Tonband oder live), 1 Synthesizer-Spieler, Tonband, Klangregelung | K: 1987 | 9′         |                                                                                  |
| 2. ex 56 3⁄4       | Zweite Geburts-Arie                                               | 3 Tenöre, Chor (Tonband oder live), 1 Synthesizer-Spieler, Tonband, Klangregelung | K: 1987 | 9′         |                                                                                  |
| 56 4⁄5 (+5⁄6)      | Knaben-Geschrei mit Luzifers Zorn                                 | 3 Soprane, Bass, Akteur, Chor (Tonband oder live), Kinderchor, Modernes Orchester (3 Synthesizer-Spieler, 1 Schlagzeug, Tonband), Klangregelung | K: 1987 | 22′        | Szene aus Evas Erstgeburt                                                        |
| ex 5⁄6             | Luzifers Zorn                                                     | Bass, Akteur, Synthesizer-Spieler, Tonband, Klangregelung | K: 1987 | 26′        |                                                                                  |
| 56 6⁄7             | Das große Geweine                                                 | 3 Soprane, Bass, Chor (Tonband oder live), Modernes Orchester (3 Synthesizer-Spieler, 1 Schlagzeug, Tonband), Klangregelung | K: 1987 | 10′30″     | Szene aus Evas Erstgeburt                                                        |
| 57                 | Evas Zweitgeburt                                                  | 7 Solo-Sängerknaben, Bassetthorn, 3 Bassettinen (2 Bassetthörner und 1 Vokal-Bassetthorn), Chor (Tonband oder live), bei szenischer Aufführung 21 Schauspieler-Frauen, Mädchenchor, Modernes Orchester (3 Synthesizer-Spieler, 1 Schlagzeug, Tonband), Klangregelung | K: 1984–87 | 66′        | 2. Akt vom Montag aus Licht                                                      |
| ex 57              | A cappella Version von Mädchenprozession                          | Mädchenchor a cappella und Klavier, Klangregelung | K: 1984–87 | 19′        |                                                                                  |
| 57 1⁄2 (+2⁄3)      | Mädchenprozession und Befruchtung mit Klavierstück – Wiedergeburt | Mädchenchor, Klavier, Chor (Tonband oder live), Modernes Orchester (3 Synthesizer-Spieler, 1 Schlagzeug, Tonband), Klangregelung | K: 1984–87 U: 1988 in Köln (konzertant) | 22′30″     | 3 Szenen aus Evas Zweitgeburt                                                    |
| ex 57 2⁄3          | Klavierstück XIV                                                  | Klavier, Klangregelung | K: 1984–87 | 6′         |                                                                                  |
| 57 3⁄4             | Evas Lied                                                         | 7 Solo-Sängerknaben, Bassetthorn, 3 Bassettinen (2 Bassetthörner und 1 Vokal-Bassetthorn), Chor (Tonband oder live), Modernes Orchester (3 Synthesizer-Spieler, 1 Schlagzeug, Tonband), optional Frauenchor, Klangregelung                                           | K: 1986 U: 1986 in Berlin (konzertant) | 43′30″     | Szene aus Evas Zweitgeburt                                                       |
| 1. ex 57 3⁄4       | Die 7 Lieder der Tage                                             | Singstimme (auch Kinderstimme) oder Singstimme und Akkord-Instrument oder Melodieinstrument oder Melodieinstrument + Akkord-Instrument Klangregelung | K: 1986 | 9′         |                                                                                  |
| 2. ex 57 3⁄4       | Wochenkreis                                                       | Bassetthorn, Synthesizer, Klangregelung | K: 1986/1988 | 25′30″     |                                                                                  |
| 58                 | Evas Zauber                                                       | Bassetthorn, Altflöte mit Piccolo, Chor, Kinderchor, Modernes Orchester (3 Synthesizer-Spieler, 1 Schlagzeug, Tonband), Klangregelung | K: 1984–1986 U: 1986 in Metz (konzertant) | 57′        | 3. Akt vom Montag aus Licht                                                      |
| 58 1⁄2             | Botschaft                                                         | Bassetthorn, Altflöte, Chor, Modernes Orchester (3 Synthesizer-Spieler, 1 Schlagzeug, Tonband); optional ohne Chor oder ohne modernes Orchester; Klangregelung | K: 1984–85 | 27′        | Szene aus Evas Zauber                                                            |
| 58 1⁄2 ossia       | Ave                                                               | Bassetthorn, Altflöte, Klangregelung | K: 1984–85 U: 1985 in Mailand | 23′30″     | aus Evas Zauber                                                                  |
| 1 ex 58 1⁄2        | Evas Spiegel                                                      | Bassetthorn, Klangregelung | K: 1984 | 4′         |                                                                                  |
| 2 ex 58 1⁄2        | Susani                                                            | Bassetthorn, Klangregelung | K: 1984 | 7′         |                                                                                  |
| 3 ex 58 1⁄2        | Susanis Echo                                                      | Altflöte, Klangregelung | K: 1985 U: 1988 in Paris | 7′         |                                                                                  |
| 58 2⁄3             | Der Kinderfänger                                                  | Altflöte mit Piccolo, Kinderchor, Modernes Orchester (3 Synthesizer-Spieler, 1 Schlagzeug, Tonband); optional Bassetthorn; Klangregelung | K: 1986 | 30′30″     | Szene aus Evas Zauber mit Entführung                                             |
| 58 2⁄3 ossia       | Der Kinderfänger                                                  | Altflöte mit Piccolo, optional 2 Synthesizer-Spieler und 1 Schlagzeuger; Tonband, Klangregelung | K: 1986 | 32′        |                                                                                  |
| 1. ex 58 2⁄3       | Entführung                                                        | Piccolo-Flöte, Klangregelung | K: 1986 | 12′        |                                                                                  |
| 1. ex 58 2⁄3 ossia | Entführung                                                        | Sopransaxophon solo oder mit Elektronischer und Konkreter Musik; Klangregelung | K: 1986 | 14′        |                                                                                  |
| 59                 | Montags-Abschied (Eva-Abschied)                                   | Piccolo-Flöte, multiple Sopranstimme, elektrische Tasteninstrumente, Tonband, Klangregelung | K: 1986/88 | 28′        |                                                                                  |
| 1. ex 59           | Quitt                                                             | Drei Spieler (z. B. Altflöte, Klarinette, Piccolo-Trompete), Klangregelung | K: 1989 U: Kürten 2004 | 7′         |                                                                                  |
| 2. ex 59           | Ypsilon                                                           | Ein Melodieinstrument mit Mikrotönen, Klangregelung | K: 1989 | 9′         |                                                                                  |
| 3. ex 59           | Ypsilon                                                           | Bassetthorn, Klangregelung | K: 1989 | 9′         |                                                                                  |
| 4. ex 59           | Ypsilon                                                           | Flöte, Klangregelung | K: 1989 | 9′         |                                                                                  |

### Nr. 60/61:DienstagausLicht
Dienstag aus Licht: Oper in einem Gruß und zwei Akten mit Abschied für 17 musikalische Darsteller (3 Solo-Stimmen, 10 Solo-Instrumentalisten, 4 Tänzer/Mimen), Schauspieler, Mimen, Chor, Modernes Orchester und Tonbänder
- Dienstags-Gruß (Willkommen mit Friedens-Gruß)
- 1. Akt: Jahreslauf
- 2. Akt: Invasion – Explosion mit Abschied

Gesamtdauer 156′, komponiert 1977 und 1987. Uraufführung 28. Mai 1993 in Leipzig
Der erste Akt (Jahreslauf) trägt die Werknummer 47.
| Nr.       | Titel                                         | Instrumente | Komponiert                                         | Dauer                 | Anmerkungen |
| --------- | --------------------------------------------- | --- | -------------------------------------------------- | --------------------- | --- |
| 60        | Dienstags-Gruß (Willkommen mit Friedens-Gruß) | Sopran / 9 Trompeten, 9 Posaunen, 2 Synthesizer-Spieler, Chor, Klangregelung | K: 1987/88 U: 1988 in Köln                         | 21′                   | |
| 1. ex 60  | Willkommen                                    | Trompeten, Posaunen, 2 Synthesizer-Spieler | K: 1988                                            | 1′                    | |
| 2. ex 60  | Sukat                                         | Bassetthorn, Altflöte, Klangregelung | K: 1988                                            | 8′                    | |
| 61        | Invasion (Explosion mit Abschied)             | Solo-Sopran, Tenor, Bass / 3 Trompeten (1. auch Solo-Flügelhorn), 3 Posaunen, 2 Synthesizer-Spieler mit 2 Assistenten, optional 6 Tutti-Trompeten und 6 Tutti-Posaunen, Chor, Tonband, Klangregelung | K: 1990/91 U: 1991 Frankfurt (konzertant)          | 74′                   | 2. Akt vom Dienstag aus Licht                                                                                          |
| 1. ex 61  | Oktophonie                                    | Tonband | K: 1990–91 U: Köln, 12. Juni 1994                  | 69′                   | Elektronische Musik vom Dienstag aus Licht. Produziert im Studio für elektronische Musik (Köln), Auftragswerk des WDR. |
| 2. ex 61  | Signale zur Invasion                          | Posaune und optional Elektronische Musik, Klangregelung | K: 1992 U: Witten, 25. April 1993, Michael Svoboda | 19′ oder 30′ oder 52′ | |
| 61 1⁄2    | Pietà                                         | Flügelhorn, Sopran (optional), Elektronische Musik, Tonband, Klangregelung | K: 1990/91 U: 1991 Frankfurt (konzertant)          | 28′                   | |
| 61 2⁄3    | Dienstags-Abschied                            | Chor, 1 Spieler elektronischer Tasteninstrumente, Elektronische Musik, Tonband, Klangregelung | K: 1990/91                                         | 23′                   | |
| ex 61 2⁄3 | Synthi-Fou (Klavierstück XV)                  | 1 Spieler elektronischer Tasteninstrumente, Elektronische Musik, Klangregelung | K: 1990/91 U: Köln 1992                            | 23′                   | |

### Nr. 62–64:FreitagausLicht
Freitag aus Licht: Oper in einem Gruß, zwei Akten und Abschied für 5 musikalische Darsteller (Sopran, Bariton, Bass, Flöte, Bassetthorn, Kinder-Orchester, Kinder-Chor, 12 Choristen) / 1 Synthesizer-Spieler / 12 Paare von Tänzer-Mimen, Elektronische Musik mit Tonszenen / Klangsteuerung
- Freitags-Gruß
- Freitags-Versuchung
- Freitags-Abschied

Gesamtdauer 290′, komponiert 1991 bis 1994, Uraufführung 12. September 1996 in Leipzig
| Nr.         | Titel                                                   | Instrumente | Komponiert                            | Dauer        | Anmerkungen                                                                                |
| ----------- | ------------------------------------------------------- | --- | ------------------------------------- | ------------ | ------------------------------------------------------------------------------------------ |
| 62          | Freitags-Gruß und Freitags-Abschied                     | Elektronische Musik | K: 1991/92/94                         | 68′30″ + 78′ | Gruß und Abschied haben den gemeinsamen Titel Weltraum                                     |
| 63          | Paare vom Freitag                                       | Sopran, Bass, Elektronische Instrumente, Tonband, Klangregelung | K: 1992/99                            | 65′          |                                                                                            |
| 62+63       | Elektronische Musik mit Tonszenen vom Freitag aus Licht | 12 Sopran- und Bassstimmen, Elektronische Instrumente, Tonband, Klangregelung | K: 1992–94 U: Köln 29. September 1997 | 145′         | Auftragswerk des WDR. Produziert mit den Mitteln des Studio für elektronische Musik (Köln) |
| 63 1⁄2      | Klavierstück XVI                                        | Tonband, Saitenklavier, optional elektronische Klaviere, Klangregelung | K: 1992/99                            | 7′           |                                                                                            |
| 63 2⁄3      | Two Couples                                             | Elektronische und Konkrete Musik, Klangregelung | K: 1992/99 U: Köln 1997               | 21′          |                                                                                            |
| 64          | Freitag-Versuchung                                      | 5 musikalische Darsteller (Sopran, Bariton, Bass, Flöte, Bassetthorn) / Kinder-Orchester, Kinder-Chor, 12 Choristen / 1 Synthesizer-Spieler / 12 Paare von Tänzer-Mimen (optional in konzertanter Aufführung), Elektronische Musik mit Tonszenen, Tonband, Klangregelung | K: 1991–94                            | 145′         |                                                                                            |
| 1 ex 64     | Antrag                                                  | Sopran, Bass, Flöte, Bassetthorn, Elektronische Musik, Klangregelung | K: 1994                               | 12′30″       |                                                                                            |
| 2 ex 64     | Kinder-Orchester                                        | z. B. 16 Instrumente, Sopran, Flöte, Bassetthorn, ein Synthesizer-Spieler, Elektronische Musik, Klangregelung | K: 1994                               | 6′           |                                                                                            |
| 3 ex 64     | Kinder-Chor                                             | z. B. 24 Stimmen, Bass, ein Synthesizer-Spieler, Elektronische Musik, Klangregelung | K: 1994                               | 9′30″        |                                                                                            |
| 4 ex 64     | Kinder-Tutti                                            | Kinder-Orchester, Kinder-Chor, Sopran, Bass, Flöte, Bassetthorn, ein Synthesizer-Spieler, Elektronische Musik, Klangregelung | K: 1994                               | 7′           |                                                                                            |
| 5 ex 64     | Zustimmung                                              | Sopran, Bass, Flöte, Bassetthorn, Elektronische Musik, Klangregelung | K: 1994                               | 9′           |                                                                                            |
| 6 ex 64     | Fall                                                    | Sopran, Bariton, Flöte, Bassetthorn, Elektronische Musik, Klangregelung | K: 1994                               | 18′          |                                                                                            |
| 7 ex 64     | Kinder-Krieg                                            | Kinder-Chor, ein Synthesizer-Spieler, Elektronische Musik, Klangregelung | K: 1994                               | 12′          |                                                                                            |
| 7 1⁄2 ex 64 | Komet als Klavierstück XVII                             | Elektronisches Klavier, Elektronische und Konkrete Musik, Klangregelung | K: 1994/1999                          | 15′          |                                                                                            |
| 7 2⁄3 ex 64 | Komet                                                   | Ein Schlagzeuger, Elektronische und Konkrete Musik, Klangregelung | K: 1994/1999                          | 15′          |                                                                                            |
| 8 ex 64     | Reue                                                    | Sopran, Flöte, Bassetthorn, Elektronische Musik, Klangregelung | K: 1994                               | 10′          |                                                                                            |
| 9 ex 64     | Elufa                                                   | Bassetthorn, Flöte, Elektronische Musik ad lib., Klangregelung | K: 1991 U: Weimar 1962                | 7′30″        |                                                                                            |
| 9 1⁄2 ex 64 | Freia                                                   | Flöte, Klangregelung | K: 1991                               | 7′           |                                                                                            |
| 9 2⁄3 ex 64 | Freia                                                   | Bassetthorn, Klangregelung | K: 1991                               | 7′           |                                                                                            |
| 9 3⁄4 ex 64 | Vibra-Elufa                                             | Vibraphon, Klangregelung | K: 2003 U: Kürten 2004                | 7′           |                                                                                            |
| 10 ex 64    | Chor-Spirale                                            | 12 Choristen, Elektronische Musik, Klangregelung | K: 1991                               | 8′           |                                                                                            |

### Nr. 65–71:MittwochausLicht
Mittwoch aus Licht: Oper in einem Gruß, vier Szenen und Abschied für 9 musikalische Darsteller (Flöte, Bassetthorn, Trompete, Posaune, Streichquartett, Bass mit Kurzwellen-Empfänger), Chor mit singendem Dirigenten, Orchester (bei szenischer Aufführung: 13 Instrumentalisten) / 1 Synthesizer-Spieler / 2 Tänzer-Mimen / Elektronische Musik (Tonbänder) / Klangsteuerung
- Mittwochs-Gruß
- 1. Szene: Welt-Parlament
- 2. Szene: Orchester-Finalisten
- 3. Szene: Helikopter-Streichquartett
- 4. Szene: Michaelion
- Mittwochs-Abschied

Gesamtdauer 267′, komponiert 1995 bis 1997. 23. und 30. Oktober 2003 im Fernsehprogramm des SWR.
| Nr.       | Titel                                         | Instrumente | Komponiert Uraufführung                               | Dauer                 | Anmerkungen |
| --------- | --------------------------------------------- | --- | ----------------------------------------------------- | --------------------- | --- |
| 65        | Mittwochs-Gruß                                | Elektronische Musik | K: 1998 U: 2004 in Belfast                            | 54′                   | |
| 66        | Welt-Parlament                                | Chor a cappella mit singendem Dirigenten, Klangregelung | K: 1995 U: Stuttgart 1996                             | 40′                   | 1. Szene vom Mittwoch aus Licht                                                                                    |
| 67        | Licht-Ruf                                     | Trompete, Bassetthorn, Posaune oder andere Instrumente | K: 1995                                               | 5 × 22′ oder öfter    | z. B. als Pausenzeichen auf Tonträger                                                                              |
| 68        | Orchester-Finalisten                          | Orchester (26 oder 13 Instrumentalisten) / Elektronische und Konkrete Musik / Klangregelung | K: 1995/96 U: Amsterdam, 14. Juni 1996, Asko Ensemble | 2 × 45′, szenisch 46′ | 2. Szene vom Mittwoch aus Licht. Produziert mit den Mitteln des Studio für elektronische Musik (Köln)              |
| 1. ex 68  | Oboe aus Orchester-Finalisten                 | Oboe, Elektronische Musik / Klangregelung | K: 1995/96                                            | 5′                    | |
| 2. ex 68  | Violoncello aus Orchester-Finalisten          | Violoncello, Elektronische Musik / Klangregelung | K: 1995/96                                            | 3′30″                 | |
| 3. ex 68  | Klarinette aus Orchester-Finalisten           | Klarinette, Elektronische Musik / Klangregelung | K: 1995/96                                            | 3′                    | |
| 4. ex 68  | Fagott aus Orchester-Finalisten               | Fagott, Elektronische Musik / Klangregelung | K: 1995/96                                            | 4′                    | |
| 5. ex 68  | Violine aus Orchester-Finalisten              | Violine, Elektronische Musik / Klangregelung | K: 1995/96                                            | 3′                    | |
| 6. ex 68  | Tuba aus Orchester-Finalisten                 | Tuba, Elektronische Musik / Klangregelung | K: 1995/96                                            | 4′                    | |
| 7. ex 68  | Flöte aus Orchester-Finalisten                | Flöte, Elektronische Musik / Klangregelung | K: 1995/96                                            | 5′                    | |
| 8. ex 68  | Posaune aus Orchester-Finalisten              | Posaune, Elektronische Musik / Klangregelung | K: 1995/96                                            | 4′                    | |
| 9. ex 68  | Viola aus Orchester-Finalisten                | Viola, Elektronische Musik / Klangregelung | K: 1995/96                                            | 4′33″                 | |
| 10. ex 68 | Trompete aus Orchester-Finalisten             | Trompete, Elektronische Musik / Klangregelung | K: 1995/96                                            | 4′                    | |
| 11. ex 68 | Kontrabass aus Orchester-Finalisten           | Kontrabass, Elektronische Musik / Klangregelung | K: 1995/96                                            | 8′                    | |
| 69        | Helikopter-Streichquartett                    | Streichquartett, 4 Helikopter, 4 Kameras, 4 Fernseh-Sender, 4 × 3 Mikrophone, 4 × 3 Tonsender, Taktspur-Sendeanlage, 4 Bildschirm-Säulen [oder ? × 4], 4 Lautsprecher-Gruppen [oder ? × 4] / Klangregelung                                           | K: 1992/93                                            | 31′                   | 3. Szene vom Mittwoch aus Licht                                                                                    |
| 70        | Michaelion (Präsidium – Luzikamel – Operator) | Chor / Bass mit Kurzwellen-Empfänger / Flöte, Bassetthorn, Trompete, Posaune / 1 Synthesizer-Spieler, Tonband / 2 Tänzer / Klangregelung (in szenischer Aufführung: kleine Lautsprecher in Nischen und auf Balkonen, 7 Video-Kameras, 7 Bildschirme) | K: 1997 U: München 1998                               | 53′                   | 4. Szene vom Mittwoch aus Licht                                                                                    |
| 1. ex 70  | Thinki                                        | Flöte, Klangregelung | K: 1997                                               | 4′30″                 | |
| 2. ex 70  | Bassetsu                                      | Bassettorn, Klangregelung | K: 1997 U: Kürten 2004                                | 5′30″                 | |
| 3. ex 70  | Bassetsu-Trio                                 | Bassettorn, Trompete, Posaune, Klangregelung | K: 1997 U: Köln, 11. November 1998                    | 26′                   | Das Stück ist „dreistimmig polyphon mit vielen Tempowechseln, sehr verschiedenen gleichzeitigen Geschwindigkeiten“ |
| 4. ex 70  | Menschen, hört (vom Mittwoch aus Licht)       | Vokalsextett, Klangregelung | K: 1997                                               | 26′                   | noch nicht uraufgeführt                                                                                            |
| 70 1⁄2    | Rotary-Bläserquintett                         | Bläserquintett | K: 1997 U: 1997 im Schloss Dyck                       | 8′                    | |
| 71        | Mittwochs-Abschied                            | Elektronische und Konkrete Musik | K: 1996                                               | 44′                   | |
| 72        | Europa-Gruß                                   | Bläser und optionale Synthesizer | K: 1992/2002                                          | 12′30″                | |
| 73        | Trumpetent                                    | 4 Trompeter, Klangregelung | K: 1995                                               | 16′                   | |
| 73 1⁄2    | Mittwoch-Formel                               | 3 Schlagzeuger (Metall, Holz, Fell), Klangregelung | K: 2004                                               | 23′                   | |
| 73 2⁄3    | Klavierstück XVIII (Mittwoch-Formel)          | Elektronisches Klavier, Klangregelung | K: 2004 U: 5. August 2005 in Kürten                   | 12′12″                | |
| 74        | Litanei 97                                    | Chor und Dirigent | K: 1997                                               | 23′                   | |

### Nr. 75–80:SonntagausLicht
Sonntag aus Licht: Oper in fünf Szenen und einem Abschied für 10 Vokalsolisten, Knabenstimme, vier Instrumental-Solisten, zwei Chöre und zwei Orchester, Elektronische Musik, Klangsteuerung
Aufführung an drei aufeinanderfolgenden Tagen;
- 1. Tag
  - 1. Szene: Lichter – Wasser (Sonntags-Gruß) (51′)
  - 2. Szene: Engel-Prozessionen (40′)
- 2. Tag
  - 3. Szene: Licht-Bilder (40′)
  - Pause
  - 4. Szene: Düfte – Zeichen (57′)
- 3. Tag
  - 5. Szene: Hoch-Zeiten (Orchesterversion, dann Chorversion) (35′)
  - Pause
  - 5. Szene: Hoch-Zeiten (Chorversion, dann Orchesterversion) (35′)
  - Sonntags-Abschied (35′)

Gesamtdauer 278′, komponiert 1998 bis 2003, 23. und 30. September 2007 im Fernsehprogramm des SWR
| Nr.      | Titel                                  | Instrumente                                                                                     | Komponiert Uraufführung                                       | Dauer   | Anmerkungen                    |
| -------- | -------------------------------------- | ----------------------------------------------------------------------------------------------- | ------------------------------------------------------------- | ------- | ------------------------------ |
| 75       | Lichter – Wasser (Sonntags-Gruß)       | Sopran, Tenor, Orchester mit Synthesizer, Klangregelung                                         | K: 1998/99 U: Donaueschingen 1999                             | 51′     |                                |
| 76       | Engel-Prozessionen                     | Chor a cappella                                                                                 | K: 2000 U: 9. November 2002 in Amsterdam                      | 40′     | 2. Szene vom Sonntag aus Licht |
| 77       | Licht-Bilder                           | Bassetthorn, Flöte mit Ringmodulation, Tenor, Synthesizer, Licht-Bild (optional), Klangregelung | K: 2002/2003 U: 16. Oktober 2004 in Donaueschingen            | 42′     | 3. Szene vom Sonntag aus Licht |
| 78       | Düfte – Zeichen                        | 4 Singstimme, Knaben-Stimme, Synthesizer, Licht-Bild (optional), Klangregelung                  | K: 2002 U: 29. August 2003 in Salzburg                        | 57′     | 4. Szene vom Sonntag aus Licht |
| 1. ex 78 | Cuchulainn (Montag-Duft)               | Sopran, Synthesizer, Klangregelung                                                              | K: 2002                                                       | 4′      |                                |
| 2. ex 78 | Kyphi (Dienstag-Duft)                  | Tenor, Bass, Synthesizer, Klangregelung                                                         | K: 2002                                                       | 5′      |                                |
| 3. ex 78 | Mastix (Mittwoch-Duft)                 | Sopran, Tenor, Bariton, Synthesizer, Klangregelung                                              | K: 2002                                                       | 4′      |                                |
| 4. ex 78 | Rosa Mystica (Donnerstag-Duft)         | Tenor, Synthesizer, Klangregelung                                                               | K: 2002                                                       | 7′      |                                |
| 5. ex 78 | Tate Yunanaka (Freitag-Duft)           | Sopran, Bariton, Synthesizer, Klangregelung                                                     | K: 2002                                                       | 4′      |                                |
| 6. ex 78 | Ud (Samstag-Duft)                      | Bass, Synthesizer, Klangregelung                                                                | K: 2002                                                       | 4′      |                                |
| 7. ex 78 | Weihrauch (Sonntag-Duft)               | Sopran, Tenor, Synthesizer, Klangregelung                                                       | K: 2002                                                       | 8′      |                                |
| 8. ex 78 | Knaben-Duft                            | Alt, Synthesizer, Vokalsextett, Klangregelung                                                   | K: 2002                                                       | 7′      |                                |
| 9. ex 78 | Himmels-Duft                           | Knabenstimme, Alt, Synthesizer + Vokalsextett oder Tonband, Klangregelung                       | K: 2002                                                       | 8′      |                                |
| 79       | Hoch-Zeiten                            | Chor und Orchester, Klangregelung                                                               | K: 2001/2002 U: 2. Februar 2003 in Las Palmas                 | 2 × 35′ | 5. Szene vom Sonntag aus Licht |
| 80       | Sonntags-Abschied                      | Elektronische Musik (5 Synthesizer live oder Tonband)                                           | K: 2001/2002 U: Kürten 2003                                   | 35′     |                                |
| 80       | Sonntags-Abschied als Klavierstück XIX | 1 Synthesizer-Spieler und Tonband, Klangregelung                                                | K: 2001/2003                                                  | 35′     | noch nicht uraufgeführt        |
| 80 1⁄2   | Strahlen                               | 1 Schlagzeuger und 10-kanalige Tonaufnahme, Klangregelung                                       | K: 2002 U: Laszlo Hudacsek, ZKM Karlsruhe am 4. Dezember 2009 | 35′     |                                |

## Nr. 81 bis Nr. 101Klang– die 24 Stunden des Tages
| Nr.  | Titel                                     | Instrumente                                                             | Komposition Uraufführung                                                                | Dauer  | Anmerkungen                            |
| ---- | ----------------------------------------- | ----------------------------------------------------------------------- | --------------------------------------------------------------------------------------- | ------ | -------------------------------------- |
| 81   | Klang – 1. Stunde: Himmelfahrt            | Orgel oder Synthesizer, Sopran oder Tenor, Klangregelung                | K: 2004/2005 U: 5. Mai 2005, Mailänder Dom                                              | 37′    |                                        |
| 82   | Klang – 2. Stunde: Freude                 | zwei Harfen, Klangregelung                                              | K: 2005 U: 7. Juni 2006, Mailänder Dom                                                  | 41′    |                                        |
| 83   | Klang – 3. Stunde: Natürliche Dauern 1–24 | Klavier, Klangregelung                                                  | K: 2005/2006 U: 1: 23. Februar 2006, New York; 2–15: 12. Juli 2006, Kürten;             | 140′   |                                        |
| 84   | Klang – 4. Stunde: Himmels-Tür            | 1 Schlagzeug und 1 kleines Mädchen, Klangregelung                       | K: 2005 U: 13. Juni 2006, Lugo (Emilia-Romagna)                                         | 28′    |                                        |
| 85.1 | Klang – 5. Stunde: Harmonien              | Bassklarinette, Klangregelung                                           | K: 2006 U: 11. Juli 2007, Kürten                                                        | 15′    |                                        |
| 85.2 | Klang – 5. Stunde: Harmonien              | Flöte, Klangregelung                                                    | K: 2006 U: 13. Juli 2007, Kürten                                                        | 15′    |                                        |
| 85.3 | Klang – 5. Stunde: Harmonien              | Trompete, Klangregelung                                                 | K: 2006 U: 2. August 2008, Royal Albert Hall (London)                                   | 16′    |                                        |
| 86   | Klang – 6. Stunde: Schönheit              | Bassklarinette, Flöte, Trompete, Klangregelung                          | K: 2006 U: 5. Oktober 2009 (Lissabon)                                                   | 30′    |                                        |
| 87   | Klang – 7. Stunde: Balance                | Bassklarinette, Englisch-Horn, Flöte, Klangregelung                     | K: 2007 U: 22. August 2008 (Köln)                                                       | 30′    |                                        |
| 88   | Klang – 8. Stunde: Glück                  | Fagott, Englisch-Horn, Oboe, Klangregelung                              | K: 2007 U: 8. Mai 2010 (Köln)                                                           | 30′    |                                        |
| 89   | Klang – 9. Stunde: Hoffnung               | Violoncello, Viola, Violine, Klangregelung                              | K: 2007 U: 31. August 2008 (Köln)                                                       | 35′    |                                        |
| 90   | Klang – 10. Stunde: Glanz                 | Fagott, Viola, Klarinette, Oboe, Trompete, Posaune, Tuba, Klangregelung | K: 2007 U: 19. Juni 2008 (Amsterdam)                                                    | 35′    |                                        |
| 91   | Klang – 11. Stunde: Treue                 | Bassklarinette, Bassetthorn, kleine Klarinette, Klangregelung           | K: 2007 U: 8. Mai 2010 (Köln)                                                           | 30′    |                                        |
| 92   | Klang – 12. Stunde: Erwachen              | Violoncello, Trompete, Sopransaxophon, Klangregelung                    | K: 2007 U: 13. Oktober 2009 (Brüssel)                                                   | 30′    |                                        |
| 93   | Klang – 13. Stunde: Cosmic Pulses         | Elektronische Musik, Klangregelung                                      | K: 2007 U: 7. Mai 2007 (Rom)                                                            | 32′    |                                        |
| 94   | Klang – 14. Stunde: Havona                | Bass und Elektronische Musik, Klangregelung                             | K: 2007 U: 10. Januar 2009 (Paris)                                                      | 24′10″ | Schichten 24, 23, 22 aus Cosmic Pulses |
| 95   | Klang – 15. Stunde: Orvonton              | Bariton und Elektronische Musik, Klangregelung                          | K: 2007 U: 8. Mai 2010 (Köln)                                                           | 24′    | Schichten 21, 20, 19 aus Cosmic Pulses |
| 96   | Klang – 16. Stunde: Uversa                | Bassetthorn und Elektronische Musik, Klangregelung                      | K: 2007 U: 8. Mai 2010 (Köln)                                                           | 22′40″ | Schichten 18, 17, 16 aus Cosmic Pulses |
| 97   | Klang – 17. Stunde: Nebadon               | Horn und Elektronische Musik, Klangregelung                             | K: 2007 U: 8. Mai 2010 (Köln)                                                           | 21′40″ | Schichten 15, 14, 13 aus Cosmic Pulses |
| 98   | Klang – 18. Stunde: Jerusem               | Tenor und Elektronische Musik, Klangregelung                            | K: 2007 U: 8. Mai 2010 (Köln)                                                           | 20′40″ | Schichten 12, 11, 10 aus Cosmic Pulses |
| 99   | Klang – 19. Stunde: Urantia               | Sopran und Elektronische Musik, Klangregelung                           | K: 2007 U: 8. November 2008, Queen Elizabeth Hall (London)                              | 19′40″ | Schichten 9, 8, 7 aus Cosmic Pulses    |
| 100  | Klang – 20. Stunde: Edentia               | Sopransaxophon und Elektronische Musik, Klangregelung                   | K: 2007 U: 6. August 2008, Norddeutscher Rundfunk Rolf-Liebermann-Studio K-75 (Hamburg) | 18′40″ | Schichten 6, 5, 4 aus Cosmic Pulses    |
| 101  | Klang – 21. Stunde: Paradies              | Flöte und Elektronische Musik, Klangregelung                            | K: 2007 U: 24. August 2009 Laeiszhalle (Hamburg)                                        | 17′    | Schichten 3, 2, 1 aus Cosmic Pulses    |